# Ofiary śmiertelne wypadków w sporcie żużlowym
Lista ofiar śmiertelnych wypadków w sporcie żużlowym, z uwzględnieniem wszystkich odmian sportu żużlowego oraz ofiar niebędących czynnymi zawodnikami, zmarłych na skutek kontaktu z motocyklem żużlowym.

## Zawodnicy zmarli na skutek obrażeń na torze (341 osób)
| Data śmierci / wypadku                        | Imiona, pseudonim, nazwisko              | Kraj pochodzenia / klub                                                                                        | Wiek              | Miejsce / rodzaj zawodów | Okoliczności wypadku | Źródło informacji |
| --------------------------------------------- | ---------------------------------------- | --- | ----------------- | --- | --- | --- |
| 25 lutego 1913 / 12 marca 1912                | Jacob DeRosier                           | Kanada | 33 lata           | USA – Los Angeles (dawny flat track – 1/3 mili)                                                                                       | Uderzony przez Charlesa Balke, wypadł za tor (nie było bandy). Udo złamane w 3 miejscach. Przeszedł 3 operacje, zmarł rok później w szpitalu na zator płucny. Motocykl: Excelsior. | |
| 7 czerwca 1914                                | Charles „Fearless” Balke                 | Stany Zjednoczone / Los Angeles                                                                                |                   | USA – Hawthorne Horse Track w Chicago / trening                                                                                       | Uderzył w walec drogowy, łamiąc kręgosłup szyjny. Motocykl: Indian. | m.in.: Charles Balke Killed. „The Milwaukee Sentinel”, s. 1, 1914-06-08. (ang.). |
| 2 stycznia 1920                               | Bob Perry                                | Stany Zjednoczone                                                                                              | 27 lat            | USA – Ascot Park w Gardena (flat track)                                                                                               | Wypadł za tor i uderzył w betonową ścianę. Zmarł wieczorem w szpitalu. Motocykl: Excelsior. | |
| 14 sierpnia 1921                              | Albert „Shrimp” Burns                    | Stany Zjednoczone                                                                                              | 23 lata           | USA – Toledo (dawny flat track) / wyścig na 5 mil.                                                                                    | Na wirażu uderzył w tył motocykla prowadzącego Raya Weishaara, po czym wyłamał barierkę odgradzającą tor od boiska, a jego motocykl zapalił się. Doznał złamania kręgosłupa i poważnych obrażeń głowy. Zmarł w drodze do szpitala. Motocykl: Indian. | |
| 13 kwietnia 1924                              | Ray Lawrence Weishaar                    | Stany Zjednoczone                                                                                              | 33 lata           | USA – Ascot Park w Gardena (dawny flat track)                                                                                         | Wpadł w poślizg, uderzył w drewnianą bandę i przez nią przeleciał. Zmarł w szpitalu po kilku godzinach na skutek obrażeń wewnętrznych. Motocykl: Harley Davidson. | |
| 24 czerwca 1924 / 7 czerwca                   | Gene Walker                              | Stany Zjednoczone                                                                                              |                   | USA – Stroudsburg (dawny flat track)                                                                                                  | | |
| 28 marca 1925 / 23 marca                      | H. J. Stockdale                          | Australia |                   | Australia – Penrith | | www.speedwayresearcher.org.uk |
| 25 listopada 1925                             | Henry Rennie                             | Australia | 19 lat            | Australia – Cessnock | Upadł, przygnieciony własnym motocyklem. Zginął na miejscu. Motocykl: Douglas. | m.in.: www.speedwayresearcher.org.uk |
| 17 lipca 1926                                 | Sid Dutton                               | Australia |                   | Australia – Maroubra | | |
| 7 listopada 1926 / 2 listopada                | Fred Nixon                               | Australia | 25 lat            | Australia – tor EKKA w Brisbane | Doznał skomplikowanego złamania nóg i w stanie śpiączki trafił do szpitala. | |
| 26 listopada 1926                             | Stanley Tyler                            | Australia |                   | Australia – Sydney Royale | 1. wypadek śmiertelny na tym torze. | |
| 10 grudnia 1926 / 7 grudnia                   | William Nairne                           | Australia |                   | Australia – Werrington | | |
| 26 lutego 1927                                | James Donaghy                            | Australia |                   | Australia – Sydney Royale | | |
| 7 kwietnia 1927 / 6 kwietnia                  | Tommy Maher                              | Australia |                   | Australia – tor EKKA w Brisbane | Wpadłszy na prostej w koleinę nie zdołał złożyć motocykla wchodząc w wiraż i z pełną prędkością uderzył w bandę. Doznał wielu obrażeń i zmarł w szpitalu. Siła uderzenia była tak wielka, że motocykl (już bez zawodnika) przebił bandę i siatkę ochronną. | |
| 13 sierpnia 1927                              | Eddie Brinck                             | Stany Zjednoczone                                                                                              | 31 lat            | USA – Springfield (dawny flat track)                                                                                                  | | m.in.: |
| 30 maja 1928 / 23 maja                        | Charlie Biddle                           | Wielka Brytania / Stamford Bridge                                                                              |                   | Wielka Brytania – Stamford Bridge | | |
| 10 sierpnia 1928                              | Jack Smith                               | Wielka Brytania / Preston                                                                                      | 26 lat            | Wielka Brytania – Preston | | www.speedwayresearcher.org.uk; www.motorcyclingvic.com.au |
| 19 sierpnia 1928 / 18 sierpnia                | Joseph Gilbert                           | Australia | 17 lat            | Australia – Ingham | | www.speedwayresearcher.org.uk |
| 21 października 1928 / 20 października        | Clifford Mawson                          | Wielka Brytania / Rochdale                                                                                     | 25 lat            | Wielka Brytania – Rochdale | | m.in.: www.speedwayresearcher.org.uk |
| 18 listopada 1928 / 17 listopada              | Charlie Stockdale                        | Australia |                   | Australia – Wayville | | www.speedwayresearcher.org.uk |
| 24 grudnia 1928 / 22 grudnia                  | Lionel Wohling                           | Wielka Brytania                                                                                                |                   | Australia – Smithfield | | |
| 31 grudnia 1928                               | Bernard Perrie                           | Australia / Claremont                                                                                          | 18 lat            | Australia – Claremont Perth | 4. bieg. Prowadząc, na ostatnim okrążeniu upadł na tor i w tumanie pyłu wpadł na niego N. Parker. Na skutek rozległego krwotoku zmarł w szpitalu w Perth. | m.in.: www.speedwayresearcher.org.uk; |
| 1 lutego 1929 / 22 grudnia 1928               | Keith McKay                              | Australia | 26 lat            | Australia – Sydney Royale | | m.in.: www.speedwayresearcher.org.uk |
| 2 marca 1929                                  | Percy Mulligan                           | Australia |                   | Australia – Claremont Perth | | www.speedwayresearcher.org.uk |
| 2 kwietnia 1929 / 1 kwietnia                  | Malcolm Brown                            | Australia |                   | Australia – Bathurst | | |
| 28 kwietnia 1929 / 26 kwietnia                | Ernie Greenall                           | Wielka Brytania                                                                                                |                   | Dania – Kopenhaga | | www.speedwayresearcher.org.uk |
| 11 maja 1929                                  | Walter Brown                             | Wielka Brytania / Edinburgh Monarchs                                                                           | 32 lata           | Wielka Brytania – Marine Gardens w Edynburgu                                                                                          | | m.in.: www.speedwayresearcher.org.uk |
| 11 maja 1929                                  | John Stockdale                           | Wielka Brytania / Preston                                                                                      | 22 lata           | Wielka Brytania – Preston / finał Junior Scratch Race                                                                                 | Obróciło go na końcu pierwszego okrążenia i upadł. Został przejechany przez następnego zawodnika. Zmarł po przewiezieniu do szpitala. | www.speedwayresearcher.org.uk |
| 27 maja 1929                                  | Eddy Reynolds                            | Wielka Brytania / Glasgow White City                                                                           | 26 lat            | Wielka Brytania – tor White City w Glasgow                                                                                            | | m.in.: www.speedwayresearcher.org.uk |
| 18 czerwca 1929                               | George Rowlands                          | Wielka Brytania                                                                                                | 28 lat            | Wielka Brytania – Audenshaw | | m.in.: www.speedwayresearcher.org.uk |
| 13 lipca 1929 / 12 lipca                      | Dennis Atkinson                          | Wielka Brytania / Leeds                                                                                        |                   | Wielka Brytania – Middlesbrough | | |
| 21 września 1929                              | Roy Reeves                               | Wielka Brytania / Leicester Lions                                                                              | 22 lata           | Wielka Brytania – Leicester Super | | www.speedwayresearcher.org.uk |
| 16 listopada 1929                             | Jack Arnott                              | Nowa Zelandia                                                                                                  |                   | Australia – Davies Park w Brisbane | | www.speedwayplus.com |
| 9 lutego 1930 / 8 lutego                      | Reg Maloney                              | Australia | 20 lat            | Australia – Melbourne | | www.speedwayresearcher.org.uk |
| 24 lipca 1930                                 | James Carnie                             | Wielka Brytania / Preston                                                                                      | 23 lata           | Wielka Brytania – Preston | | www.speedwayresearcher.org.uk |
| 26 lipca 1930                                 | John Hastings                            | Wielka Brytania / Leeds                                                                                        |                   | Wielka Brytania – Leeds | | www.speedwayresearcher.org.uk |
| 30 sierpnia 1930                              | William Owen                             | Wielka Brytania                                                                                                |                   | Wielka Brytania – Audenshaw | | www.speedwayresearcher.org.uk |
| 27 września 1930                              | Fred Stilley                             | Australia |                   | Australia – tor Wentworth Oval w Sydney                                                                                               | | www.speedwayresearcher.org.uk |
| 6 października 1930                           | Stuart Cobcroft                          | Australia |                   | Australia – Sydney Royale | | www.speedwayresearcher.org.uk |
| 2 listopada 1930 / 1 listopada                | Sigismund „Sig” „The Trackmaster” Schlam | Australia | 25 lat            | Australia – tor WACA w Perth | | www.speedwayresearcher.org.uk |
| 3 listopada 1930                              | Charles Wear                             | Australia |                   | Australia – Bunbury Showground | | |
| 22 listopada 1930                             | George Chambers                          | Nowa Zelandia                                                                                                  |                   | Nowa Zelandia – Monica Park w Christchurch                                                                                            | | m.in.: www.speedwayplus.com |
| 8 grudnia 1930 / 6 grudnia                    | Frank Harris                             | Australia | 20 lat            | Australia – Sydney Royale | | http://thetownend.com |
| 28 grudnia 1930 / 27 grudnia                  | Geoffrey Claude „Buzz” Hibberd           | Australia / Newcastle                                                                                          |                   | Australia – tor Wentworth Oval w Sydney                                                                                               | Bieg z handicapem. Na ostatnim okrążeniu, jadąc na 2. pozycji uderzył w defektujący motocykl Amerykanina (Ray Tauser), a następnie w ogrodzenie. Doznał złamania kości czaszki. Przewieziony do Prince Alfred Hospital, zmarł następnego dnia rano. | The Sydney Morning Herald z 1930-12-29; http://sports.dir.groups.yahoo.com |
| 1931                                          | Willi Klauer                             | Niemcy |                   | Niemcy – Mannheim (tor trawiasty) / zawody: Grasbahnrennen Speedway                                                                   | | |
| 30 lipca 1931                                 | John Garmson (lub Garmston)              | Nowa Zelandia / Nottingham                                                                                     |                   | Wielka Brytania – Stadion Olimpijski w Nottingham                                                                                     | Jego pierwsze zawody w Wlk. Brytanii. | www.speedwayresearcher.org.uk; www.speedwayplus.com |
| 4 sierpnia 1931 / 2 sierpnia                  | James „Jack Smith” Kenny                 | Wielka Brytania / Salford                                                                                      | 28 lat            | Wielka Brytania – Audenshaw | Upadł na prowadzeniu po awarii silnika. Jadący za nim Jack „Tiger” Wood położył maszynę, ale oba motocykle zostały wyrzucone w powietrze i spadły na Jamesa. | ; |
| 9 sierpnia 1931                               | Kenny „Billy Brown” Jack                 | Wielka Brytania / Salford                                                                                      |                   | Wielka Brytania – Audenshaw | Motocykl: Douglas. | https://web.archive.org/web/20080706080140/http://sports.groups.yahoo.com/ |
| 25 sierpnia 1931                              | Noel Johnson                             | Australia / Plymouth                                                                                           | 23 lata           | Wlk. Brytania - stadion Pennycross w Plymouth / mecz: Plymouth - Coventry                                                             | 7. bieg. Wyrzucony z motocykla został przejechany przez jadącego tuż za nim Billa Allena (Coventry). Zmarł półtorej godziny później w miejscowym szpitalu na skutek krwotoku wewnętrznego. | Webb A. B., Webb T. „Speedway Tonight”; ; |
| 12 września 1931 / 9 września                 | James „Indian” Allen                     | Wielka Brytania / Belle Vue                                                                                    | 35 lat            | Wielka Brytania – Belle Vue / mecz: Belle Vue - Wembley                                                                               | 2. bieg. | www.speedwayresearcher.org.uk; www.speedway-forum.co.uk |
| 4 czerwca 1932                                | Alvaro Casas                             | Hiszpania |                   | Hiszpania – tor Estadio Metropolitan w Madrycie                                                                                       | | |
| 9 lipca 1932 / 31 października 1931           | Keith Muir                               | Australia | 24 lata           | Australia – Melbourne Exhibition Grounds                                                                                              | | www.speedwayresearcher.org.uk |
| 3 grudnia 1932                                | Bert Brennan                             | Australia |                   | Australia – Sydney Royale | Prawdopodobnie wypadek z Freddiem Paul (Prycke), który również zmarł. | m.in.: |
| 31 grudnia 1932 / 3 grudnia                   | Freddie (Prycke) Paul                    | Australia |                   | Australia – Sydney Royale | Prawdopodobnie wypadek z Bertem Brennanem (również zmarł). | |
| 13 kwietnia 1933                              | Con Cantwell                             | Australia / Wimbledon Dons                                                                                     |                   | Dania – Aarhus (lub Kopenhaga) | | m.in.: Stenner's Annual 1946; www.speedwayresearcher.org.uk |
| 16 grudnia 1933                               | Laurence McDonald                        | Australia | 22 lata           | Australia – Melbourne Exhibition Grounds                                                                                              | | www.speedwayresearcher.org.uk |
| 20 maja 1934                                  | Erwin Braband                            | Niemcy / Hamburg                                                                                               |                   | Niemcy – Teterow (tor trawiasty) / trening przed 9. edycją zawodów Bergringrennen                                                     | Rozbił się 800 m po starcie, w łatwej części toru. Zmarł na skutek poważnych uszkodzeń kości czaszki. 1. śmiertelny wypadek w historii tych zawodów. | www.speedway-forum.de |
| 15 lipca 1934                                 | Erik Joelsson                            | Szwecja / Rospiggarna Hallstavik                                                                               | 22 lata           | Szwecja – Hallstavik | | www.speedwayresearcher.org.uk |
| 2 września 1934                               | A. B. Poldervaart                        | Holandia |                   | Czechosłowacja – Pardubice (tor trawiasty) / zawody: Zlata Prilba (klasa 250 cm³)                                                     | Przewrócił się Czech i Poldervaart nie zdołał go ominąć. Motocykl: Ariel. | m.in.: TŻ nr 42/93 |
| 27 stycznia 1935                              | Charlie Blacklock                        | Nowa Zelandia / Harringay                                                                                      | 27 lat            | Nowa Zelandia – Christchurch | | m.in.: www.speedwayresearcher.org.uk; |
| 29 sierpnia 1935 / 27 sierpnia                | Tom Farndon                              | Wielka Brytania / New Cross Rangers                                                                            | 24 lata           | Wielka Brytania – New Cross | Położył się, by nie uderzyć w leżącego zawodnika i trafił w jego motocykl. lub: Zderzył się z Ronem Johnsonem i upadł na głowę. | m.in.: TŻ nr 39/92 |
| 21 grudnia 1935                               | Frank Elms                               | Australia | 24 lata           | Australia – Sydney Royale | | www.speedwayresearcher.org.uk |
| 15 maja 1936                                  | Herbert „Dusty” Haigh                    | Wielka Brytania / Hackney Hawks                                                                                | 30 lat            | Wielka Brytania – Hackney | | m.in.: www.speedwayresearcher.org.uk |
| 14 czerwca 1936                               | Robert „Bobby Blake” Coombes             | Australia |                   | Australia – tor Olympia Motor Speedway w Maroubra / trening                                                                           | Upadł na mokrym torze na końcu prostej. Zginął na miejscu. | |
| 24 sierpnia 1936 / 23 sierpnia                | E. Metzner                               | Niemcy / Bismarck k. Stendal                                                                                   |                   | Niemcy – Teterow (tor trawiasty) / zawody: Bergringrennen                                                                             | Zmarł w szpitalu następnego dnia na skutek poważnych obrażeń. 2. śmiertelny wypadek w historii tych zawodów. | www.speedway-forum.de |
| 27 lutego 1937                                | Ronald Deas                              | Australia |                   | Australia – Claremont Perth | | www.speedwayresearcher.org.uk |
| 25 sierpnia 1937                              | Stan Hart                                | Wielka Brytania / Belle Vue                                                                                    |                   | Wielka Brytania – Birmingham Hall Green                                                                                               | | www.speedwayresearcher.org.uk |
| 27 września 1937                              | Roy Clarence „Reg” Vigor                 | Wielka Brytania / Wimbledon Dons                                                                               | 22 lata           | Wielka Brytania – Wimbledon | 2. bieg. | www.speedwayresearcher.org.uk; http://sports.dir.groups.yahoo.com |
| 18 grudnia 1937                               | Neil Schiller                            | Australia |                   | Australia – Claremont Perth | | |
| 11 sierpnia 1938                              | David Jackson                            | Wielka Brytania / New Cross Rangers                                                                            | 22 lata           | Wielka Brytania – Dagenham | | www.speedwayresearcher.org.uk |
| 19 maja 1939                                  | Harry Rogers                             | Wielka Brytania                                                                                                |                   | Wielka Brytania – Dagenham | | www.speedwayresearcher.org.uk |
| 6 czerwca 1939                                | Leonard Burton                           | Australia | 19 lat            | Australia – Gympie | | www.speedwayresearcher.org.uk |
| 5 czerwca 1945                                | Len Behrmann                             | Australia |                   | Australia – Sydney Sports Ground (1/4 mili)                                                                                           | | |
| 23 sierpnia 1945 / 22 sierpnia                | Maurice Butler                           | Wielka Brytania / Belle Vue                                                                                    |                   | Wielka Brytania – Belle Vue | | www.speedwayresearcher.org.uk |
| 1946                                          | Oscar Sagen                              | Norwegia | 53 lata           | Norwegia – tor wyścigów konnych Bjerkebanen w Oslo                                                                                    | Uderzył w stalowy słup oświetlenia toru. | |
| 29 kwietnia 1946                              | William C. „Bill” Nichol                 | Wielka Brytania / Newcastle Diamonds                                                                           | 41 lat            | Wielka Brytania – Brough Park Stadium w Newcastle / mecz drużyny Newcastle                                                            | | m.in.: www.speedwayresearcher.org.uk |
| 10 maja 1946                                  | Bob Hibbert                              | Australia |                   | Australia – Sydney Sports Ground (1/4 mili) / zawody: „B” Grade „Flying six"                                                          | 9. bieg. Zderzył się z J. Hollisem. | m.in.: www.speedwayresearcher.org.uk |
| 30 maja 1946                                  | Adolf „Tojo” Marama                      | Królestwo Egiptu / reprezentował Włochy                                                                        |                   | Włochy – Ippodromo di Montebello w Trieście                                                                                           | Po wygraniu biegu stracił panowanie nad motocyklem i uderzył w betonowe ogrodzenie. Zmarł w szpitalu w Trieście. | ; |
| 16 lipca 1946 / 6 lipca                       | Albert „Aussie” Rosenfeld                | Wielka Brytania / Bradford Dukes                                                                               | 32 lata           | Wielka Brytania – Odsal Bradford | | m.in.: www.speedwayresearcher.org.uk |
| 8 października 1946 / 7 października          | Robert Charles (Charlie) Appleby         | Kanada / Birmingham Brummies                                                                                   | 33 lata           | Wielka Brytania – stadion Brough Park w Newcastle / mecz: Newcastle – Birmingham                                                      | Omijając leżącego zawodnika, uderzył w jego motocykl. Wyrzucony wysoko w powietrze spadł na głowę, łamiąc kości czaszki. Zmarł w szpitalu następnego dnia rano. | Charlie Appleby |
| 16 listopada 1946                             | Hugh Watkinson                           | Wielka Brytania / Birmingham                                                                                   | 25 lat            | Wielka Brytania – tor Perry Barr w Birmingham / trening                                                                               | Jego pierwszy trening. Na drugim okrążeniu nie zdołał złamać motocykla i z pełną prędkością wjechał prosto w ogrodzenie. | www.speedway-forum.co.uk; https://web.archive.org/web/20080706080140/http://sports.groups.yahoo.com/ |
| 1947                                          | Howard Tolley                            | Nowa Zelandia                                                                                                  |                   | Nowa Zelandia – Palmerston North | Zginął razem z Jackiem Woods w wypadku z udziałem 5 zawodników. | |
| 1947                                          | Jack Woods                               | Nowa Zelandia / Wanganui                                                                                       |                   | Nowa Zelandia – Palmerston North | Zginął razem z Howardem Tolley w wypadku z udziałem 5 zawodników. | |
| 5 lipca 1947                                  | Cornelis Haring                          | Holandia | 44 lata           | Holandia – Aalsmeer (tor trawiasty)                                                                                                   | | |
| 9 lipca 1947 / 8 lipca                        | Peter Jackson                            | Wielka Brytania / Southampton Saints                                                                           | 33 lata           | Wielka Brytania – Southampton | 1. bieg, 1. wiraż. Zahaczył przednim kołem o tylne koło zawodnika jadącego przed nim. Zmarł w szpitalu na skutek uszkodzenia mózgu. | |
| 16 sierpnia 1947 / 15 sierpnia                | Nelson „Bronco” Wilson                   | Wielka Brytania / Wembley Lions                                                                                | 22 lata           | Wielka Brytania – Harringay / półfinał National Trophy: Harringay - Wembley                                                           | 4. bieg, 1. wiraż. Trafił do szpitala w Tottenham (połamane kości czaszki), gdzie zmarł na skutek uszkodzeń mózgu, nie odzyskawszy przytomności. | www.speedway-forum.co.uk; www.speedwayresearcher.org.uk |
| 16 sierpnia 1947                              | Cyril Anderson (Arthur James)            | Wielka Brytania / Norwich Stars                                                                                | 39 lat            | Wielka Brytania – Norwich / zawody: Best Pairs                                                                                        | 5. bieg. Przewrócił się na prowadzeniu i został uderzony w głowę kołem motocykla zawodnika jadącego blisko za nim. | ; |
| 30 sierpnia 1947                              | Jack Ladd                                | Wielka Brytania / Tamworth                                                                                     |                   | Holandia – Sportpark w Alkmaarze | Upadł i został przejechany przez Iesbertsa i Budiego. | m.in.: www.speedwayresearcher.org.uk |
| 7 września 1947                               | Jaroslav Němeček                         | Czechosłowacja                                                                                                 |                   | Czechosłowacja – Pardubice / zawody: Zlata Prilba                                                                                     | Motocykl: Husqvarna. | m.in.: TŻ nr 42/93; www.volny.cz/klimpl/zlata%20prilba.htm; www.vcm-sbirky.cz/zlataprilba/historie_2.html |
| 7 października 1947 / 4 października          | Martin Schneeweiss                       | Austria / Wiedeń                                                                                               | 40 lat            | Austria – Graz (tor piaszczysty) | Zderzył się z Niemcem Hermannem Gunzenhauserem. | m.in.: TŻ nr 14/94; Martin Schneeweiss; |
| 25 października 1947                          | Ivan Daugard                             | Australia |                   | Australia – Maribynong | | www.speedwayresearcher.org.uk |
| 28 listopada 1947                             | Maurice McMillan                         | Australia |                   | Australia – Claremont Perth | | www.speedwayresearcher.org.uk |
| 30 stycznia 1948 / 29 stycznia                | Douglas William Pulford                  | Nowa Zelandia                                                                                                  | 30 lat            | Nowa Zelandia – tor Western Springs Stadium w Auckland                                                                                | | www.speedwayresearcher.org.uk |
| 25 marca 1948                                 | Norman Gillespie                         | Australia |                   | Australia – Sydney Sports Ground (1/4 mili)                                                                                           | | |
| 15 kwietnia 1948                              | Warren Sutherland                        | Stany Zjednoczone                                                                                              | 23 lata           | Niemcy – Vilshofen an der Donau (tor trawiasty) / zawody: ADAC Sandbahnrennen Vilshofen                                               | Uderzył w betonowy słup próbując ominąć upadającego zawodnika. Był czynnym żołnierzem. | |
| 4 maja 1948 / 26 kwietnia                     | Reginald (Reg) Orron Craven              | Wielka Brytania / Yarmouth Bloaters                                                                            | 37 lat            | Wielka Brytania – Poole / National Trophy: Yarmouth - Pool                                                                            | 1. bieg. Upadł na pierwszym wirażu i został uderzony przez dwóch zawodników. Mimo operacji (połamane kości czaszki) zmarł w Cornelia Hospital na skutek uszkodzeń mózgu, nie odzyskawszy przytomności. | „Poole and Dorset Herald” z dn. 13 maja 1948 r.; |
| 8 maja 1948 / 7 maja                          | Noel Walker                              | Australia | 24 lata           | Australia – Townsville | | www.speedwayresearcher.org.uk |
| 15 czerwca 1948 / 13 czerwca                  | Eric Dunn                                | Wielka Brytania / Hastings                                                                                     | 33 lata           | Wielka Brytania – Eastbourne | | www.speedwayresearcher.org.uk |
| 5 lipca 1948 / 3 lipca                        | Bill Wilson                              | Wielka Brytania / Middlesbrough                                                                                | 32 lata           | Wielka Brytania – Norwich / zawody: National Trophy                                                                                   | Zmarł w szpitalu. | ; www.defunctspeedway.co.uk; www.speedwayresearcher.org.uk |
| 14 lipca 1948 / 13 lipca                      | Max Pearce                               | Australia / Yarmouth                                                                                           | 28 lub 23 lata    | Wielka Brytania – tor Caister Road Stadium w Great Yarmouth                                                                           | Po nieudanym starcie próbował odrobić stratę, ale uderzył w ogrodzenie na przeciwległej prostej. | www.speedwayresearcher.org.uk; |
| 16 września 1948 / 10 września                | Ronald Ferguson                          | Australia | 27 lat            | Australia – Townsville | | www.speedwayresearcher.org.uk |
| 19 września 1948                              | Jean Berthet                             | Francja |                   | Szwajcaria – Zurych lub Genewa (tor trawiasty) / zawody: Journée Motocycliste                                                         | | |
| 24 października 1948 / 22 października        | John „Jack Sharpe” Gibson Sharpe         | Australia |                   | Australia – Sydney Sports Ground (1/4 mili) / zawody: benefis Normana Gillespie                                                       | | m.in.: www.speedwayresearcher.org.uk |
| 1949                                          | Reg Court                                | Wielka Brytania / Oxford Cheetahs                                                                              |                   | | | www.speedwayresearcher.org.uk |
| 1949                                          | Eric Evans                               | Wielka Brytania / Bristol                                                                                      |                   | Wielka Brytania – Frome (tor trawiasty)                                                                                               | | m.in.: www.speedwayresearcher.org.uk |
| 19 stycznia 1949 / 9 stycznia                 | Herbert Drews                            | Angielska Strefa Okupacyjna - Niemcy                                                                           | 42 lata           | Niemcy – tor Langenhornbahn w Hamburgu (tor trawiasty)                                                                                | | |
| 4 maja 1949 / 1 maja                          | Chris Offenberg                          | Holandia / Feijenoord Tijgers Roterdam                                                                         |                   | Holandia – tor Sportpark w Rijswijk                                                                                                   | 1. bieg, 1. wiraż. Jego 1. występ dla Feijenoord Tijgers. | |
| 22 maja 1949                                  | Harry Andersson                          | Szwecja / Masarna Avesta                                                                                       | 37 lat            | Szwecja – Avesta / trening | | m.in.: www.speedwayresearcher.org.uk |
| październik 1949                              | Fritz Lofqvist                           | Szwecja |                   | Szwecja – tor Solvalla w Sztokholmie (długi tor)                                                                                      | | www.speedwayresearcher.org.uk |
| 15 listopada 1949 / 14 listopada              | William Chandler                         | Australia |                   | Australia – Newcastle | | |
| 17 grudnia 1949                               | Stanley Box                              | Australia |                   | Australia – Melbourne | | |
| 20 stycznia 1950                              | Norman Clay                              | Australia / Exeter Falcons                                                                                     | 27 lat            | Australia – Sydney Sports Ground (1/4 mili)                                                                                           | Zginął w wypadku z Rayem Duggan. | www.speedwayresearcher.org.uk |
| 20 stycznia 1950                              | Ray Duggan                               | Australia / Harringay                                                                                          | 33 lata           | Australia – Sydney Sports Ground (1/4 mili)                                                                                           | Zginął w wypadku z Normanem Clay. | m.in.: www.speedwayresearcher.org.uk |
| 25 lutego 1950                                | Oscar Wessman                            | Południowa Afryka                                                                                              |                   | ZPA – tor Wembley w Johannesburgu / 5. (ostatni) test-mecz: ZPA – Wlk. Bryt.                                                          | | m.in.: www.speedwayresearcher.org.uk |
| lipiec 1950                                   | Robert Stocker                           | Wielka Brytania / Catford Londyn                                                                               |                   | Wielka Brytania – Rye House / trening                                                                                                 | | Speedway Gazette z 1950-07-29 |
| 1 lipca 1950                                  | Joe „The Iron Man” Abbott                | Wielka Brytania / Odsal Bradford                                                                               | 48 lat            | Wielka Brytania – Bradford / liga: Odsal – West Ham                                                                                   | Potrącony przez jadącego za nim. Zginął na miejscu, tego samego wieczoru, co urodzony na tej samej ulicy Jock Shead (obaj w swoich drugich biegach). | |
| 1 lipca 1950                                  | Jock Shead                               | Wielka Brytania / Halifax Dukes                                                                                | 24 lata           | Wielka Brytania – Norwich / półfinał National Speedway Trophy: Norwich - Halifax Dukes                                                | 5. bieg. Zmarł w szpitalu. Zginął tego samego wieczoru, co urodzony na tej samej ulicy Joe Abbott (obaj w swoich drugich biegach). | m.in.: ; www.speedwayresearcher.org.uk |
| 28 sierpnia 1950 / 27 sierpnia                | Rune Larsson                             | Szwecja / Indianerna Kumla                                                                                     | 29 lat            | Szwecja – Gislaved / liga | | m.in.: www.speedwayresearcher.org.uk |
| 29 września 1950                              | Bertil Eriksson                          | Szwecja / Sztokholm                                                                                            | 32 lata           | Szwecja – Sztokholm | | www.speedwayresearcher.org.uk |
| 1951                                          | John Fountain                            | Nowa Zelandia                                                                                                  |                   | Nowa Zelandia – tor Western Springs Stadium w Auckland                                                                                | | www.speedwayplus.com |
| 6 stycznia 1951 / 5 stycznia                  | Francis James „Ken” Le Breton            | Australia / Glasgow Ashfield                                                                                   | 26 lat            | Australia – Sydney Sports Ground / 2. test-mecz: Australia – Anglia                                                                   | 18. bieg, ostatnie okrążenie. Atakując 3. miejsce zahaczył o tylne koło Anglika (Eddie Rigg) i uderzył w bandę. Zmarł następnego dnia w St Vincent's Hospital w Sydney z powodu obrażeń głowy i przebitego płuca. | www.speedwayresearcher.org.uk; Ken Le Breton |
| 3 maja 1951                                   | Richard „Dick” Jenkins                   | Wielka Brytania / Plymouth                                                                                     | 36 lat            | Wielka Brytania – Plymouth | | www.plymouthdata.info; www.speedwayresearcher.org.uk |
| 1 lipca 1951                                  | Niels Floor                              | Dania | 20 lat            | Dania – Silkeborg | | www.speedwayresearcher.org.uk |
| 24 lipca 1951                                 | Leif Skoglund                            | Szwecja / Kaparna Göteborg                                                                                     |                   | Szwecja – Göteborg / trening | | |
| 10 listopada 1951                             | Franciszek Kutrowski                     | Polska / Unia Leszno                                                                                           | 19 lat            | Polska – Inowrocław / trening przed trójmeczem drużyn na motocyklach przystosowanych: Unia Inowrocław – Unia II Leszno – Gwardia Śrem | Przeleciał nad ogrodzeniem i uderzył w drzewo. Zginął na miejscu. Po meczu (bez Unii Leszno) tor został zamknięty, jako niebezpieczny. | TŻ nr 14/93; |
| 10 listopada 1951                             | Bob Howes                                | Wielka Brytania                                                                                                | 21 lat            | Wielka Brytania – Norwich | | www.speedwayresearcher.org.uk |
| 24 listopada 1951                             | Jim Serle                                | Australia |                   | Australia – tor EKKA w Brisbane | | www.speedwayresearcher.org.uk |
| 21 lipca 1952                                 | Goran Andersson                          | Szwecja / Örebro                                                                                               |                   | Wielka Brytania – Aldershot | | m.in.: www.speedwayresearcher.org.uk |
| 23 lipca 1952 / 22 lipca                      | Ernie Roccio                             | Stany Zjednoczone / Wimbledon Dons                                                                             | 24 lata           | Wielka Brytania – Custom House Stadium w West Ham / liga: West Ham – Wimbledon                                                        | Zrzucił zabrudzone okulary, dostał kolejną szprycę i uderzył w bandę. | m.in.: Jenča J.I., Kačer P. „Kouzlo levých zatáček” wyd. Naše Vojsko, Praga 1978 |
| 5 września 1952                               | Ryszard Pawlak                           | Polska / Stal Ostrów Wlkp.                                                                                     | 17 lat            | Polska – Ostrów Wielkopolski | | m.in.: Świat Żużla nr 7-8/98 i 3/99; TŻ ok. 1991-11-01 |
| 11 marca 1953 / 7 marca                       | Jim Hansbury                             | Australia | 29 lat            | Australia – Sydney Royale | | www.speedwayresearcher.org.uk |
| 26 marca 1953                                 | Roy Eather                               | Australia / Exeter                                                                                             |                   | Wielka Brytania – Exeter | | www.speedwayresearcher.org.uk |
| 5 kwietnia 1953                               | Markgraf-Krieger Tobias                  | Niemcy Zachodnie / Hamburg                                                                                     |                   | Niemcy Zach. – Brunszwik (tor trawiasty) / zawody: Braunschweiger Grassbahnrennen                                                     | Przewrócił się i wypadł za barierę. Zmarł w drodze do szpitala. Motocykl: JAP 350. | |
| 14 kwietnia 1953                              | Ted Stevens                              | Australia / Plymouth                                                                                           | 26 lat            | Wielka Brytania – stadion Pennycross w Plymouth                                                                                       | | http://sboz.tripod.com; www.speedwayresearcher.org.uk |
| 5 czerwca 1953                                | Mike Rogers                              | Wielka Brytania / Wolverhampton Wolves                                                                         | 21 lat            | Wielka Brytania – Wolverhampton | | www.speedwayresearcher.org.uk |
| 6 lipca 1953                                  | Harry Eyre                               | Wielka Brytania / West Ham Hammers                                                                             | 24 lata           | Wielka Brytania – West Ham / zawody dla nowicjuszy                                                                                    | | m.in.: www.speedwayresearcher.org.uk |
| 9 listopada 1953 / 6 listopada                | Noel Watson                              | Australia / Motherwell                                                                                         |                   | Australia – Sydney Sports Ground (1/4 mili)                                                                                           | | www.speedwayresearcher.org.uk |
| 27 grudnia 1954                               | Jack Eaves                               | Australia |                   | Australia – Sports Ground w Bathurst                                                                                                  | | m.in.: www.speedwayresearcher.org.uk |
| 9 maja 1955                                   | Eric Doyle                               | Australia |                   | Australia – Claremont Perth | | |
| 13 maja 1955 / 9 maja                         | Johnny Thomson                           | Wielka Brytania / Poole Pirates                                                                                | 27 lat            | Wielka Brytania – Poole | Przyczyną śmierci był zator. | www.pooletourism.com; www.speedwayresearcher.org.uk |
| 3 kwietnia 1956 / 2 kwietnia                  | Malcolm Flood                            | Wielka Brytania / Norwich Stars                                                                                |                   | Wielka Brytania – Poole | | www.speedwayresearcher.org.uk |
| 21 kwietnia 1956                              | Zbigniew Raniszewski                     | Polska / Gwardia Bydgoszcz                                                                                     | 29 lat            | Austria – Wiedeń / mecz: Austria+Niemcy – Polska                                                                                      | 15. bieg. Przy stanie 47: 37 dla gospodarzy, startując w parze z Kapałą, po starcie, na pierwszym wirażu zawadził nogą o motocykl Bishopa, a następnie zderzył się z Sidlo i wjechał pod betonowe schody - tor nie miał bandy! | Biuletyn Informacyjny Zarządu Głównego PZM nr 4/15 z 1956 r.; TŻ nr 39/93; www.raniszewski.com.pl |
| 10 czerwca 1956                               | Fritz Dirtl                              | Austria | 28 lat            | Niemcy – Oberhausen / eliminacje IMŚ (półfinał kontynentalny(?))                                                                      | Upadł po kolizji z Josefem Kamperem i został uderzony w głowę przez Mieczysława Połukarda. Motocykl: Puch. | m.in.: Noga R. „Żużel jak narkotyk”; www.speedwayresearcher.org.uk |
| 15 sierpnia 1956                              | Ray Beaumont                             | Wielka Brytania                                                                                                |                   | Wielka Brytania – Newquay (tor trawiasty)                                                                                             | | |
| 18 września 1956                              | Ernie Rawlins                            | Wielka Brytania / Southampton Saints                                                                           |                   | Wielka Brytania – Southampton | | |
| 25 września 1956                              | George Bradley                           | Stany Zjednoczone                                                                                              |                   | USA – tor Ascot Park w Gardena | | |
| 26 października 1956                          | Henry Charles „Chuck” Basney             | Stany Zjednoczone                                                                                              | 40 lat            | USA – Ascot Park w Gardena (flat track 1/5 mili) / zawody American Motorcyclist Association                                           | Bieg eliminacyjny do biegu Grand Prix. | |
| 15 grudnia 1956                               | Bob Staples                              | Australia |                   | Australia – Sydney Royale | | m.in.: www.speedwayresearcher.org.uk |
| 2 lutego 1957 / 1 lutego                      | Alan „Whacker” Hunt                      | Wielka Brytania / Birmingham                                                                                   | 32 lata           | RPA – tor Wembley w Johannesburgu | | www.speedwayresearcher.org.uk; |
| 2 października 1957                           | Włodzimierz Wolak                        | Polska / Stal Gorzów                                                                                           |                   | Polska – Gorzów / trening | Jechał sam. Upadł na prostej. Zmarł w szpitalu po 3 godzinach. Był znanym gorzowskim bokserem. | m.in.: nagrobek; Świat Żużla nr 7-8/98 i 3/99 |
| 3 listopada 1957                              | Bolesław Puper                           | Polska / Ostrovia Ostrów Wielkopolski                                                                          |                   | Polska – Gniezno / towarzysko: Start Gniezno – Ostrovia Ostrów Wlkp.                                                                  | | m.in.: Świat Żużla nr 7-8/98 i 3/99 |
| 29 maja 1958                                  | Erkki-Ala Sippola                        | Finlandia |                   | Finlandia – Helsinki | Wpadł na bandę przebijając ją. Zmarł w szpitalu na skutek krwotoku wewnętrznego. | Suomalaiseen moottoripyöräurheiluun liittyviä ihmishengen vaatineita onnettomuuksia. saunalahti.fi. [dostęp 2015-06-07]. (fiń.). |
| 14 lipca 1958 / 13 lipca                      | Stanisław Różański                       | Polska / Stal Rzeszów                                                                                          | 23 lata           | Polska – Rzeszów / I liga: Stal Rzeszów – Górnik Rybnik                                                                               | 7. bieg. Wpadł na bandę. 1. śmiertelny wypadek w Rzeszowie. | TŻ nr 39/93; Świat Żużla nr 3/99 |
| 27 marca 1959                                 | Alan Pearce                              | Wielka Brytania / Coventry Bees                                                                                |                   | Wielka Brytania – Southampton | | www.speedwayresearcher.org.uk |
| 3 czerwca 1959                                | Jerzy Grochowski                         | Polska / Polonia Piła                                                                                          | 19 lat            | Polska – Piła / trening | Przygotowywał się do ligowego debiutu. Jechał z Bogdanem Krzyżaniakiem i M. Majsonem. Na wyjściu z ostatniego wirażu wszyscy się zderzyli i Grochowskiego wraz z trzema motocyklami wyrzuciło na wał widowni (ławek jeszcze nie było). | m.in.: |
| 6 czerwca 1959                                | James Hodges                             | Australia |                   | Australia – Rockhampton | | |
| 12 lipca 1959                                 | Eugeniusz Nazimek                        | Polska / Stal Rzeszów                                                                                          | 32 lata           | Polska – Rzeszów / towarzysko: Stal Rzeszów – CWKS Legia Warszawa                                                                     | 5. bieg. Upadł (urwanie podnóżka), odbił się od bandy. Zawadził go podnóżkiem Paweł Waloszek i wlókł kilka metrów. Nie zdołał go ominąć Stanisław Kaiser (Legia). Zginął na miejscu. Motocykl FIS‑1. 2. śmiertelny wypadek w Rzeszowie, 8. w polskim żużlu. | m.in.: TŻ nr 39/93; TŻ nr 32/95 |
| 26 lipca 1959                                 | Max Aesi                                 | Szwajcaria |                   | Francja – Libourne (tor trawiasty) | | |
| 23 sierpnia 1959                              | Henk Verhoef                             | Holandia / Amsterdam                                                                                           | 44 lata           | Holandia – tor Sportpark w Alkmaarze                                                                                                  | Zmarł późnym wieczorem. | m.in.: www.speedwayresearcher.org.uk |
| 28 grudnia 1959                               | Gordon Leigh                             | Australia |                   | Australia – Warragula (tor trawiasty)                                                                                                 | | |
| 24 lipca 1960 / 23 lipca                      | Derek „Tink” Maynard                     | Wielka Brytania / Belle Vue                                                                                    | 28 lat            | Wielka Brytania – Norwich / zawody: National Trophy                                                                                   | 14. bieg. Zderzył się z Maurice’em Paylingiem (Belle Vue). | m.in.: www.speedwayresearcher.org.uk |
| 3 września 1960                               | Witold Świątkowski                       | Polska / Start Gniezno                                                                                         |                   | Polska – Rybnik / I liga: Górnik Rybnik – Start Gniezno                                                                               | Upadł, uderzając głową w drewnianą bandę. Zginął na miejscu. 1. śmiertelny wypadek w Rybniku. | m.in.: Świat Żużla nr 3/99 |
| 17 lipca 1961                                 | Anton Thurner                            | Austria |                   | Włochy – Lonigo | | |
| 20 sierpnia 1961                              | Libor Dusanek                            | Czechosłowacja                                                                                                 | 33 lata           | Czechosłowacja – Pardubice (tor trawiasty) / trening przed Zlatą Prilbą                                                               | Nie zdołał ominąć jadącego 3-4 metry przed nim Ericha Stieglmeiera (RFN), którego wyrzuciło w powietrze po pęknięciu ramy motocykla. Obaj zginęli. | TŻ nr 42/93; Jenča J.I. „Zlatá přilba” wyd. Naše vojsko 1968; www.speedwaypelmel.webovka.eu |
| 20 sierpnia 1961                              | Erich Stieglmeier                        | Niemcy Zachodnie                                                                                               |                   | Czechosłowacja – Pardubice (tor trawiasty) / trening przed Zlatą Prilbą                                                               | Wyrzuciło go w powietrze po pęknięciu ramy motocykla (mocowanie przedniego widelca). Nie zdołał go ominąć jadący 3-4 metry za nim Libor Dusanek (Czechosłowacja). Obaj zginęli. Motocykl: Jap. | TŻ nr 42/93; Jenča J.I. „Zlatá přilba” wyd. Naše vojsko 1968; www.speedwaypelmel.webovka.eu |
| 15 września 1961 / 10 września                | Bronisław Idzikowski                     | Polska / Włókniarz Częstochowa                                                                                 | 25 lat            | Polska – Częstochowa / I liga: Włókniarz Częstochowa – Polonia Bydgoszcz                                                              | Upadł. Nie zdołał go ominąć Lucjan Krupiński (Włókniarz). Urazy głowy. | m.in.: Świat Żużla nr 3/99 |
| 25 października 1961                          | Leszek Zienkiewicz                       | Polska / Stal Rzeszów (adept)                                                                                  | 24 lata           | Polska – Rzeszów / trening | | m.in.: Świat Żużla nr 3/99 |
| 13 kwietnia 1962                              | Jack Unstead                             | Wielka Brytania / Exeter Falcons                                                                               | 34 lata           | Wielka Brytania – Exeter / Exeter – Ipswich                                                                                           | | m.in.: www.speedwayresearcher.org.uk |
| 15 sierpnia 1962                              | Stanisław Domaniecki                     | Polska / Stal Toruń                                                                                            | 24 lata           | Polska – Gniezno / II liga: Start Gniezno – Stal Toruń                                                                                | Zacięła się manetka gazu i uderzył w bandę. Zmarł w drodze do szpitala. | m.in.: TŻ nr 38/92; Świat Żużla nr 3/99 |
| 21 września 1962 / 20 września                | Arne Wettergren                          | Szwecja / Vargarna Norrköping                                                                                  | 24 lata           | Szwecja – Norrköping / trening | Upadł, a następny zawodnik uderzył go podnóżkiem w szyję poniżej ucha. | m.in.: www.speedwayresearcher.org.uk |
| 3 grudnia 1962 / 1 grudnia                    | Des Simon                                | Australia |                   | Australia – tor EKKA w Brisbane / zawody: Queensland Speedway Championship                                                            | | m.in.: www.speedwayresearcher.org.uk |
| 18 września 1963 / 15 września                | Antonín Vilde                            | Czechosłowacja / AK Slaný                                                                                      | 28 lat            | Czechosłowacja – Pardubice (tor trawiasty) / zawody: Zlatá Přilba                                                                     | Po starcie zawodów w pierwszym łuku od głównej trybuny, przy prędkości 50-60 km/h zawodnik nie opanował motocykla, spadł z niego na tor i doznał poważnego urazu głowy. Został stamtąd przewieziony do powiatowego szpitala w Pardubicach na oddział pourazowy, gdzie została mu udzielona pomoc i pozostawiono na leczenie. Odniesione rany były tak poważne, że po dwóch dniach zmarł. | m.in.: TŻ nr 42/93 |
| 24 września 1963 / 20 września                | Peter Theodore Craven                    | Wielka Brytania / Belle Vue Aces                                                                               | 29 lat            | Wielka Brytania – tor Meadowbank w Edynburgu / liga prowincjonalna: Monarchs – Belle Vue                                              | Omijając leżącego wpadł na siatkę. Urazy głowy. | TŻ nr 35/92; TŻ nr 12/94; www.speedwayresearcher.org.uk |
| maj 1964                                      | Boris Zacharow                           | ZSRR / Moskwa                                                                                                  | 26 lat            | ZSRR – Moskwa | | www.sokolracing.lv; https://web.archive.org/web/20100526031231/http://forum.speedway.ru/ |
| 9 września 1964 / 23 sierpnia                 | Josef Slunéčko                           | Czechosłowacja / České Budějovice                                                                              |                   | Czechosłowacja – Dolni Cermna / półfinał IM Czechosłowacji                                                                            | 20. bieg. Upadł i Evžen Erban nie zdołał go ominąć, a na nich wpadli pozostali (wszyscy odnieśli poważne obrażenia). Zmarł w szpitalu w Táboře. | www.speedwaypelmel.webovka.eu |
| 21 stycznia 1965 / 1 września 1964            | Tadeusz „Teo” Teodorowicz                | Polska / Swindon Robins                                                                                        | 33 lata           | Wielka Brytania – West Ham w Londynie / półfinał National Trophy: West Ham – Swindon Robins                                           | 12. bieg, 1. okrążenie. Uderzył głową w bandę. | m.in.: TŻ ok. 1991-11-01; TŻ 14/93 |
| 25 czerwca 1965 / 22 czerwca (lub 24 czerwca) | Alfred Oleś                              | Polska / Górnik Rybnik                                                                                         |                   | Polska – Rybnik / trening | Z dużą prędkością uderzył w bandę. | TŻ nr 14/2011; |
| 6 lipca 1965                                  | Dave (David) John Wills                  | Australia / West Ham Hammers                                                                                   | 26 lat            | Wielka Brytania – Custom House Stadium w West Ham / towarzysko juniorzy: West Ham – Hackney                                           | 1. bieg, 2. okrążenie. Upadł, a inny zawodnik nie zdołał go ominąć. Zginął na miejscu. | m.in.: www.speedwayresearcher.org.uk |
| 25 września 1965 / 18 września                | Ray Sharp                                | Australia |                   | Australia – tor EKKA w Brisbane | | www.speedwayresearcher.org.uk |
| 17 listopada 1965 / 13 listopada              | Barry Hopkin                             | Australia | 27 lat            | Australia – Sydney Royale | | www.speedwayresearcher.org.uk |
| 27 grudnia 1965 / 17 grudnia                  | Peter Stirling                           | Australia | 24 lata           | Australia – tor Rowley Park w Adelaide                                                                                                | | www.rowleypark.com; www.speedwayresearcher.org.uk |
| 7 maja 1966 / 3 maja                          | Tadeusz Tkaczyk                          | Polska / Motor Lublin                                                                                          | 21 lat            | Polska – Lublin / towarzysko: Motor Lublin (II liga) – Stal Rzeszów (I liga)                                                          | 3. bieg. Walcząc z Batką i Malinowskim (obaj Stal) wpadł na bandę. | TŻ nr 43/92; TŻ nr 8/94 |
| 23 sierpnia 1966 / 20 sierpnia                | Ivor Hughes                              | Wielka Brytania / Cradley Heath Heathens                                                                       | 27 lat            | Wielka Brytania – Cradley Heath | | www.speedwayresearcher.org.uk |
| 14 sierpnia 1967 / 13 sierpnia                | Andrzej Walicki                          | Polska / Start Gniezno                                                                                         |                   | Polska – Piła / II liga: Polonia Piła – Start Gniezno                                                                                 | Po upadku zabrany do szpitala na badania, gdzie zmarł. | m.in.: Świat Żużla nr 3/99 |
| 1 października 1967                           | Paul Wissing                             | Dania | 23 lata           | NRD – Rostock | 18. bieg. Uczestniczył w wypadku z udziałem 3 zawodników. | Speedway Star & News 1967-10-13 |
| 9 listopada 1967 / 3 listopada                | Charles „Harry” Denton                   | Australia | 52 lata           | Australia – Rowley Park w Adelaide | Omijając leżącego uderzył głową w bandę. Zmarł w Queen Elizabeth Hospital w Adelaide. | m.in.: www.rowleypark.com; www.speedwayresearcher.org.uk |
| 28 lutego 1968 / 11 lutego                    | Lionel William Levy                      | Australia | 51 lat            | Australia – Sydney Royale | Upadł omijając leżącego i został przejechany. | |
| 7 września 1968                               | Herbert Bauer / Kempten                  | Niemcy Zachodnie                                                                                               | 21 lat            | Niemcy Zach. – Pfarrkirchen (długi tor) / trening                                                                                     | Godz. 16.45. Jechał sam. Na wirażu stracił panowanie i upadł. Zmarł w szpitalu po 2 godzinach. O godz. 15.00 na tym samym treningu śmiertelny wypadek miał Franz Hasenberger. | www.rsc-pfarrkirchen.de |
| 8 września 1968 / 7 września                  | Franz Hasenberger                        | Niemcy Zachodnie / Pfarrkirchen                                                                                | 29 lat            | Niemcy Zach. – Pfarrkirchen (długi tor) / trening                                                                                     | Godz. 15.00. Na wirażu zderzył się z Helmutem Reiterem i upadł. Zmarł w szpitalu następnego dnia rano. O godz. 16.45 na tym samym treningu śmiertelny wypadek miał Herbert Bauer. | www.rsc-pfarrkirchen.de |
| 28 września 1968                              | Ken Mapp                                 | Australia / Rockhampton                                                                                        | 27 lat            | Australia – Sydney Royale | | www.speedwayresearcher.org.uk |
| 20 października 1968                          | Luboš Tomíček                            | Czechosłowacja                                                                                                 | 34 lata           | Czechosłowacja – Pardubice / zawody: 20. Zlata Prilba                                                                                 | Wyścig finałowy, 5. okrążenie. Upadł na prowadzeniu, a oślepiony słońcem Jaroslav Volf nie zdołał go ominąć. Zmarł w szpitalu w Pardubicach. | TŻ z 1991; TŻ nr 44/93; Jenča J.I. „Boj o Zlatou přilbu” wyd. Kruh 1975; Jenča J.I., Kačer P. „Kouzlo levých zatáček” wyd. Naše Vojsko, Praga 1978; https://web.archive.org/web/20050528023342/http://lubostomicek.wz.cz/; http://isport.blesk.cz; www.speedwaypelmel.webovka.eu; naoczni świadkowie |
| 1969                                          | Bernt Norrby                             | Szwecja / Bysarna Visby                                                                                        |                   | Szwecja – Visby (?) | | www.speedwayresearcher.org.uk |
| 15 lutego 1969                                | Roger Browne                             | Nowa Zelandia                                                                                                  | 30 lat            | Australia – Sydney Royale | | m.in.: www.speedwayresearcher.org.uk |
| późne lata 70.                                | Geoff Crees                              | Wielka Brytania                                                                                                |                   | Wielka Brytania – New Romney (tor trawiasty)                                                                                          | | |
| 23 stycznia 1970                              | Jimmy Gavros                             | Australia | 21 lat            | Australia – Rowley Park w Adelaide | | www.rowleypark.com; www.speedwayresearcher.org.uk |
| 20 lutego 1970                                | Trevor Hobbs                             | Australia |                   | Australia – Claremont Perth | | www.speedwayresearcher.org.uk |
| 19 kwietnia 1970 / 18 kwietnia                | Marian Rose                              | Polska / Stal Toruń                                                                                            | 37 lat            | Polska – Rzeszów / II liga: Stal Rzeszów – Stal Toruń                                                                                 | 1. bieg. Na pierwszym wirażu uderzył głową w drewnianą bandę. Nie zdołał go ominąć Zdzisław Hap (Rzeszów). Kondukt pogrzebowy o długości ok. 3 km zgromadził blisko 50 tys. ludzi | m.in.: TŻ nr 38/92; TŻ nr 15/93; |
| 1 czerwca 1970 / maj                          | Gennadij Wjunow                          | ZSRR / Newa Leningrad                                                                                          |                   | ZSRR – Leningrad / trening | | https://web.archive.org/web/20100526031231/http://forum.speedway.ru/ |
| 29 czerwca 1970                               | Benedykt Błaszkiewicz                    | Polska / Stal Toruń                                                                                            | 18 lat            | Polska – Toruń / trening przed meczem ze Startem Gniezno                                                                              | Nie opanował motocykla i wjechał w siatkę, a motocykl spadł mu na głowę. Uraz czaszki. Zmarł po przewiezieniu do szpitala. 1. śmiertelny wypadek w Toruniu. | TŻ nr 38/92; |
| 16 listopada 1970 / 8 listopada               | Gordon „Horse” Guasco (lub Gausco)       | Australia / Poole Pirates                                                                                      | 29 lat            | Australia – Liverpool | Uczestniczył w 3-osobowym wypadku. Obrażenia głowy. | http://vintagespeedway.homestead.com; www.speedwayresearcher.org.uk |
| 23 stycznia 1971                              | Lex Fielding                             | Australia |                   | Australia – tor Carina w Bundaberg | | www.motorcyclingvic.com.au; www.speedwayresearcher.org.uk |
| maj 1971                                      | Walerij Klemientjew                      | ZSRR / Tbilisi                                                                                                 | 24 lata           | ZSRR – Tbilisi lub Zelenokumsk / trening                                                                                              | Manetka gazu wpadła w oczko siatki ogrodzeniowej. | Jenča J.I., Kačer P. „Kouzlo levých zatáček” wyd. Naše Vojsko, Praga 1978; TŻ nr 31/93; https://web.archive.org/web/20100526031231/http://forum.speedway.ru/ |
| 1 sierpnia 1971                               | Freddie Watts                            | Wielka Brytania                                                                                                |                   | Francja – Bordeaux lub Langon (tor trawiasty)                                                                                         | | |
| 29 sierpnia 1971                              | Jerzy Bildziukiewicz                     | Polska / Polonia Bydgoszcz                                                                                     | 22 lata           | Polska – Bydgoszcz / I liga: Polonia Bydgoszcz – Sparta Wrocław                                                                       | W szóstym bieg jadąc na czwartej pozycji został przysypany pyłem żużlowym, po czym tracąc orientacją uderzył w siatkę okalającą tor; zmarł po przewiezieniu do szpitala | m.in.: Nowiny 239/1971, Świat Żużla nr 3/99 |
| 17 grudnia 1971                               | Des Noble                                | Australia |                   | Australia – Claremont Perth | | m.in.: www.speedwayresearcher.org.uk |
| 1972                                          | Don McKinnon                             | Australia |                   | Australia – Exhibition Ground w Brisbane                                                                                              | | www.motorcyclingvic.com.au |
| 7 stycznia 1972                               | Alan Clegg                               | Wielka Brytania                                                                                                | 22 lata           | Wielka Brytania – Wick Stadium w Hackney / trening                                                                                    | Uderzył w bandę. Motocykl: Hagon-JAP (350 cm³). | m.in.: www.speedwayresearcher.org.uk |
| 24 czerwca 1972                               | Wiesław Kuźniar                          | Polska / Stal Rzeszów                                                                                          | 17 lat            | Polska – Rzeszów / trening | Zderzył się z bratem Grzegorzem. | m.in.: Świat Żużla nr 3/99, Nowiny 174/1972 |
| sierpień 1972                                 | Gary Poole                               | Australia |                   | Australia – Salty Creek | | |
| 26 września 1972 / 31 sierpnia                | Marek Czerny                             | Polska / Włókniarz Częstochowa                                                                                 | 21 lat            | Polska – Rzeszów / Srebrny Kask | Prowadząc wpadł na bramę do parkingu, która się otworzyła! Urazy głowy. | TŻ nr 42/92; TŻ ok. 1991-11-01 |
| 29 września 1972                              | Svein Harald Kaasa                       | Norwegia / Grenland / Glasgow Tigers                                                                           | 25 lat            | Wielka Brytania – tor Hampden Park w Glasgow / liga: Glasgow – Swindon                                                                | 11. bieg. Zderzył się z Mantinem Ashby (Swindon) i uderzył w bandę. Obrażenia głowy. Zmarł w drodze do szpitala. | |
| 8 grudnia 1972                                | Jack Biggs                               | Australia / Bendigo Speedway                                                                                   | 50 lat            | Australia – Bendigo | | m.in.: Jenča J.I., Kačer P. „Kouzlo levých zatáček” wyd. Naše Vojsko, Praga 1978 |
| 29 lipca 1973                                 | Gordon Hambridge                         | Wielka Brytania                                                                                                | 20 lat            | Wielka Brytania – Denmead (tor trawiasty) / zawody: Bishop's Waltham Club grass track – Experts' Championship race                    | Ostatni bieg. Upadł, a inny zawodnik nie zdołał go ominąć. | |
| sierpień 1973                                 | Janusz Lipertowicz                       | Polska / Stal Toruń                                                                                            |                   | Polska – Toruń | | TŻ nr 38/92 |
| 15 grudnia 1973 / 14 grudnia                  | Geoff Curtis                             | Australia / Reading Racers                                                                                     | 30 lat            | Australia – Sydney Royale | | m.in.: www.speedwayresearcher.org.uk |
| 1974                                          | Graham Cooper                            | Australia |                   | Australia – Alice Springs | | www.speedwayresearcher.org.uk |
| 7 kwietnia 1974                               | Zbigniew Malinowski                      | Polska / Polonia Bydgoszcz                                                                                     | 25 lat            | Polska – Chorzów / I liga: Śląsk Świętochłowice – Polonia Bydgoszcz                                                                   | 1. wiraż. | m.in.: Świat Żużla nr 3/99 |
| 10 kwietnia 1974 / 7 kwietnia                 | Dave Morris                              | Wielka Brytania                                                                                                |                   | Wielka Brytania – Smarden (tor trawiasty)                                                                                             | | |
| 18 kwietnia 1974                              | Terry Madden                             | Australia / Brisbane                                                                                           |                   | Australia – Lismore | | www.motorcyclingvic.com.au |
| 7 sierpnia 1974                               | Janusz Lament                            | Polska / Polonia Bydgoszcz (adept)                                                                             | 17 lat            | Polska – Bydgoszcz / trening | | m.in.: Świat Żużla nr 3/99 |
| 11 sierpnia 1974                              | Jerzy Białek                             | Polska / Wybrzeże Gdańsk                                                                                       | 20 lat            | Polska – Rzeszów / II liga: Stal Rzeszów – Wybrzeże Gdańsk                                                                            | Przy próbie wyprzedzenia rywala (Grzegorza Kuźniara) zawadził o jego maszynę, po czym uderzył w drewnianą bandę | m.in.: Nowiny-Stadion 32/197, Dziennik Bałtycki 190/1974, Świat Żużla nr 3/99 |
| 29 września 1974                              | Gerhard Kamm                             | Niemcy Zachodnie / Buxtehude                                                                                   | 27 lat            | Niemcy Zach. – Pfarrkirchen (długi tor)                                                                                               | Przy bardzo złej pogodzie i widoczności uderzył w drewnianą bandę. Zginął na miejscu. | |
| 13 października 1974                          | Gerard Stach                             | Polska / Kolejarz Opole                                                                                        | 22 lata           | Polska – Opole / towarzysko: Kolejarz Opole – AMK Kopřivnice (Czechosłowacja)                                                         | 3. bieg. Upadł i został najechany przez innego zawodnika. Po wypadku wstał i pozostał w parkingu. Zasłabł po zakończonym meczu i zmarł nie odzyskując przytomności. | tygodnik Motor; Świat Żużla nr 7-8/98 i 3/99 |
| 1975                                          | Richard Tepper                           | Polska | 26 lat            | NRD – Teterow (tor trawiasty) / trening przed zawodami Bergringrennen                                                                 | Zginął na miejscu. Trzeci śmiertelny wypadek w historii tych zawodów. | www.speedway-forum.de |
| 3 maja 1975 / 2 maja                          | Dewayne Keeter                           | Stany Zjednoczone / Leicester                                                                                  | 30 lat            | USA – tor Ascot Park w Gardena (flat track)                                                                                           | Położył maszynę, żeby nie uderzyć w dwóch zawodników, którzy upadli przed nim. Motocykl: Harley Davidson (jeździec fabryczny). | m.in.: www.speedwayresearcher.org.uk |
| 8 maja 1975                                   | Giuseppe Lunardi                         | Włochy / Parma                                                                                                 | 32 lata           | Włochy – Civitanova Marche / trening                                                                                                  | Testował motocykl przed zawodami. Upadł na wirażu i został uderzony przez Sandro Pastorelliego. Zmarł przed przybyciem karetki. Motocykl: Jawa. | |
| 24 maja 1975                                  | Ladislav Eliáš                           | Czechosłowacja / Zohor                                                                                         |                   | Czechosłowacja – Zohor | Wypadł za bandę, uderzając w słup. | Jenča J.I., Kačer P. „Kouzlo levých zatáček” wyd. Naše Vojsko, Praga 1978; naoczni świadkowie |
| 13 września 1975                              | Josef Troják                             | Czechosłowacja / Brezolupy                                                                                     |                   | Czechosłowacja – Kopřivnice | Na wirażach nie było bandy. Wyjechał poza tor i na początku prostej uderzył w stalową rurę ogrodzenia. | www.speedwaypelmel.webovka.eu |
| 17 października 1975                          | Gary Peterson                            | Nowa Zelandia / Wolverhampton Wolves                                                                           |                   | Wielka Brytania – tor Monmore Green w Wolverhampton / zawody: finał Midland Cup                                                       | 11. bieg, 2. okrążenie | www.speedwayplus.com |
| 6 grudnia 1975                                | Tony O’Donnell                           | Wielka Brytania                                                                                                | 25 lat            | Wielka Brytania – Coventry Bees | | www.speedwayresearcher.org.uk |
| kwiecień 1976                                 | Des Mathers                              | Australia | 19 lat            | Australia – tor Carina w Bundaberg | | |
| 20 maja 1976                                  | Tommy Jansson                            | Szwecja / Smederna Eskilstuna, Wimbledon Dons                                                                  | 23 lata           | Szwecja – tor Gubbængens Idrottsplads w Sztokholmie / szwedzkie eliminacje IMŚ                                                        | 1. wiraż. Uderzył w ostrą, górną część ogrodzenia, które przecięło tętnicę szyjną. Zmarł w drodze do szpitala. Motocykl: Weslake. | m.in.: TŻ nr 25/92; Jażwiecki A. „Szybkość nie wybacza nikomu" |
| 25 lipca 1976                                 | Kazimierz Araszewicz                     | Polska / Stal Toruń                                                                                            | 21 lat            | Polska – Częstochowa / I liga: Włókniarz Częstochowa – Stal Toruń                                                                     | 5. bieg. „Postawiło” go, zderzył się z Janem Ząbikiem (Stal), nie zdołał go ominąć Marek Nabiałek (Włókniarz). Zmarł w drodze do szpitala. | TŻ nr 2/93; Świat Żużla nr 3/99; ; naoczny świadek |
| 1 sierpnia 1976                               | Roger Parker                             | Wielka Brytania                                                                                                | 28 lat            | Wielka Brytania – Elberton koło Bristolu (tor trawiasty) / zawody: Bristol Grass Racing Combine's Wessex Centre Championship          | W finałowym biegu – próbując odrobić straty po słabym starcie – na przedostatnim okrążeniu stracił panowanie i wyrzuciło go z motocykla. Motocykl: JAP. | |
| 24 kwietnia 1977                              | Josef Angermüller                        | Niemcy Zachodnie                                                                                               | 28 lat            | Włochy – Civitanova Marche / elimin. IMŚ                                                                                              | | m.in.: Jenča J.I., Kačer P. „Kouzlo levých zatáček” wyd. Naše Vojsko, Praga 1978; |
| 27 kwietnia 1977                              | Kevin Holden                             | Wielka Brytania / Poole                                                                                        | 26 lat            | Wielka Brytania – Poole / mecz Speedway Star Knockout Cup: Poole – Reading                                                            | Wypadek był skutkiem pęknięcia aorty i to ono (a nie wypadek) było przyczyną śmierci. | m.in.: www.speedwayresearcher.org.uk |
| 28 maja 1977                                  | Erik Iversen                             | Dania / Fjelsted                                                                                               |                   | Dania – Fredericia | | www.speedwayresearcher.org.uk |
| 8 czerwca 1977 / 12 maja                      | Marcin Rożak                             | Polska / Start Gniezno                                                                                         | 23 lata           | Polska – Tarnów / półfinał SK | | m.in.: Świat Żużla nr 3/99 |
| 13 lipca 1977 / 8 lipca                       | Stephen Defew                            | Wielka Brytania                                                                                                | 17 lub 18 lat     | Wielka Brytania – Peterborough | | m.in.: www.speedwayresearcher.org.uk |
| 6 września 1977                               | Karel Cervenka                           | Czechosłowacja                                                                                                 |                   | Czechosłowacja – Chomutov | Uderzył w bandę, której deski były ułożone w poziomie i fragment jednej z nich przebił mu głowę. | www.speedwaypelmel.webovka.eu |
| 3 grudnia 1977                                | Stuart Shirley                           | Wielka Brytania / Ellesmere Port                                                                               | 20 lat            | Wielka Brytania – Ellesmere Port / trening                                                                                            | | m.in.: www.speedwayresearcher.org.uk |
| 3 kwietnia 1978                               | Chris Prime                              | Wielka Brytania / Newcastle Diamonds                                                                           | 18 lat            | Wielka Brytania – tor Brough Park Stadium w Newcastle / mecz National League: Newcastle - Mildenhall                                  | 2. bieg, ostatnie okrążenie. Uderzył w ogrodzenie. | |
| 4 czerwca 1978                                | Graham Banks                             | Wielka Brytania / Canterbury                                                                                   |                   | Wielka Brytania – New Romney (tor trawiasty)                                                                                          | | www.speedwayresearcher.org.uk |
| 5 czerwca 1978 / maj                          | Kazimierz Fornal                         | Polska / Stal Rzeszów                                                                                          |                   | Polska – Rzeszów / trening | Upadł na drugim łuku, łamiąc kręgosłup. | |
| 25 czerwca 1978                               | Hans Siegl                               | Niemcy Zachodnie                                                                                               | 34 lata           | Austria – Linz | | |
| 22 sierpnia 1978 / 12 sierpnia                | Jerzy Kowalski                           | Polska / Unia Leszno                                                                                           | 34 lata           | Polska – Leszno / trening | Uderzył w motocykl Czesława Piwosza. Zmarł w szpitalu na skutek ciężkich obrażeń (stłuczenie mózgu, złamanie kręgosłupa) nie odzyskawszy przytomności. | m.in.: TŻ nr 24/92 |
| 27 września 1978 / 25 września                | Henryk Drozdek                           | Polska / Gwardia Łódź                                                                                          | 19 lat            | Polska – Rzeszów / towarzysko: Stal Rzeszów – Gwardia Łódź                                                                            | 8. śmierć w Rzeszowie. | m.in.: Świat Żużla nr 3/99 |
| 4 maja 1979 / 24 kwietnia                     | Ryszard Chrupek                          | Polska / Unia Tarnów                                                                                           | 24 lata           | Polska – Tarnów / trening | Przewrócił się na drugim łuku, uderzając głową w bandę. Nieprzytomny trafił do szpitala. | m.in.: Noga R. „Asy żużlowych torów - Florian Kapała” wyd. „Danuta”, Leszno 2011 |
| 9 czerwca 1979 / 8 czerwca                    | Vic Harding                              | Wielka Brytania / Hackney Hawks                                                                                | 26 lat            | Wielka Brytania / British League Fours: Eastbourne Eagles – Hackney Hawks                                                             | Ostatnie okrążenie biegu finałowego. Zderzył się ze Steve’em Weatherly (Eastbourne). | m.in.: www.speedwayresearcher.org.uk |
| 7 września 1979                               | Jerzy Suffner                            | Polska / Ostrovia Ostrów Wielkopolski                                                                          | 21 lat            | Polska – Ostrów Wielkopolski / trening                                                                                                | Uderzony motocyklem Zdzisława Sowy. | m.in.: Świat Żużla nr 7-8/98 i 3/99 |
| 14 września 1979 / 29 sierpnia                | Nigel Brian Wasley                       | Wielka Brytania / Nottingham                                                                                   | 24 lata           | Wielka Brytania – Nottingham lub Long Eaton                                                                                           | Doznał złamania nogi. Złamanie się zrosło, ale jego pośrednim skutkiem był zator płucny, który spowodował śmierć. | m.in.: https://web.archive.org/web/20160326105021/http://cradleyspeedway.pwp.blueyonder.co.uk/ |
| 9 grudnia 1979 / 1 grudnia                    | Christer Sjösten                         | Szwecja / Masarna Avesta, Poole Pirates                                                                        | 31 lat            | Australia – tor EKKA w Brisbane / zawody międzynarodowe                                                                               | Przeleciał nad ogrodzeniem i uderzył w słup lampy. | m.in.: www.speedwayresearcher.org.uk |
| wczesne lata 80.                              | Palle Lambertsen                         | Dania |                   | Dania | | |
| koniec lat 80.                                | Aleksandr Fietisow                       | ZSRR / Błagowieszczeńsk                                                                                        |                   | | | https://web.archive.org/web/20100526031231/http://forum.speedway.ru/ |
| 28 czerwca 1980                               | Russell Rees                             | Australia |                   | Australia – tor Carina w Bundaberg | | www.speedwayresearcher.org.uk |
| 1 września 1981 / 28 sierpnia                 | Bogdan Spławski                          | Polska / Falubaz Zielona Góra                                                                                  | 17 lat            | Polska – Zielona Góra / trening | Jadąc sam, uderzył w drewnianą bandę i doznał złamania podstawy czaszki. Zmarł na oddziale neurochirurgicznym wrocławskiego szpitala. 1. śmiertelna ofiara na zielonogórskim torze. | m.in.: Świat Żużla nr 7-8/98 i 3/99; ; |
| 8 września 1981 / 7 września                  | Tony Sanford                             | Wielka Brytania / Exeter Falcons                                                                               | 30 lat            | Wielka Brytania – Exeter – County Ground Stadium / liga: Exeter – Milton Keynes                                                       | Obrażenia głowy. | m.in.: www.speedwayresearcher.org.uk |
| 1982 / 30 kwietnia 1980                       | Jerry Karlsson                           | Szwecja / Skepperna Västervik                                                                                  | 21 lat            | Szwecja – Västervik / trening | 2 lata w śpiączce. | m.in.: www.speedwayresearcher.org.uk |
| 21 kwietnia 1982 / 17 kwietnia                | Brett Alderton                           | Australia / Milton Keynes Knights                                                                              | 18 lat            | Wielka Brytania – tor Norfolk Arena w King’s Lynn / liga                                                                              | | www.speedwayresearcher.org.uk; |
| 1 czerwca 1982 / 31 maja                      | Zdeněk Kudrna                            | Czechosłowacja / Birmingham                                                                                    | 35 lat            | Holandia – Standskanaal (tor trawiasty) / półfinał IME                                                                                | Na 2. wirażu z pełną prędkością uderzył w drewniane ogrodzenie i fragment jednej z desek przebił jego ciało. Motocykl: Jawa. | Dobruszek W. „Żużlowe ABC”; http://isport.blesk.cz |
| 17 lipca 1982 / 16 lipca                      | Dennis Pyeatt                            | Stany Zjednoczone / Reading Racers                                                                             | 24 lata           | Wielka Brytania – Hackney / liga | Na 1. wirażu 2. okrążenia 9. biegu został uderzony w tylne koło przez debiutującego w Hackney Marvyna Cox-a. Wyrzucony poza ogrodzenie uderzył w słup oświetleniowy. Zmarł w szpitalu, nie wybudziwszy się ze śpiączki. | |
| 15 września 1982 / 11 września                | Martin Hewlett                           | Wielka Brytania / Swindon Robins                                                                               |                   | Wielka Brytania – Swindon / British League: Swindon Robins – Birmingham                                                               | Upadł. Później zasłabł udzielając wywiadu w parkingu (wylew krwi do mózgu). Zmarł po 4 dniach w szpitalu. | www.swindonrobins.co; http://subedei.proboards.com; www.speedwayresearcher.org.uk |
| 28 sierpnia 1983 / 25 sierpnia                | Mick Spiers                              | Wielka Brytania / Long Eaton                                                                                   | 19 lat            | Wielka Brytania – Long Eaton / trening                                                                                                | | m.in.: www.speedway-forum.co.uk |
| 30 sierpnia 1983 / 26 sierpnia                | Mike Walsh                               | Wielka Brytania / Glasgow Tigers                                                                               | 28 lat            | Wielka Brytania – Glasgow | | www.speedwayresearcher.org.uk |
| 16 września 1983                              | Craig Featherby                          | Wielka Brytania / Milton Keynes Knights                                                                        | 23 lata           | Wielka Brytania – Peterborough / liga                                                                                                 | 6. bieg. Uderzył w bandę. Zmarł w drodze do szpitala. | m.in.: www.speedwayresearcher.org.uk |
| 22 listopada 1983                             | Ray Harrison                             | Australia |                   | Australia – Melbourne | | |
| 24 listopada 1983                             | Peter Doyle                              | Australia |                   | Australia – Collie | | |
| 1984                                          | Thord Lowdin                             | Szwecja / Masarna Avesta                                                                                       |                   | Szwecja – Avesta / trening | | m.in.: www.speedwayresearcher.org.uk |
| 19 lutego 1984                                | Anatolij Gładyszew                       | ZSRR / Irkuck                                                                                                  | 37 lat            | ZSRR – Moskwa – Centralny Stadion im. W. I. Lenina na Łużnikach (tor lodowy) / drugi dzień finału XIX IMŚ na lodzie                   | 23. bieg (3. w drugim dniu). Na pierwszym wirażu nie opanował motocykla, zderzył się z Witalijem Russkich i upadł na plecy, wprost pod koła Austriaka Waltera Wartbichlera. Stalowe kolce w oponie rozerwały tętnicę szyjną, powodując b. szybką śmierć. | Auto/Moto (ros) nr 94/2002; https://web.archive.org/web/20190116111157/http://www.irkrosto.ru/; www.russpeedway.ru |
| 19 maja 1984                                  | Neal Watson                              | Wielka Brytania / King’s Lynn Stars                                                                            |                   | Wielka Brytania – King’s Lynn | | www.speedwayresearcher.org.uk |
| 29 lipca 1984 / 28 lipca                      | Leif Wahlmann                            | Szwecja / Poole Pirates                                                                                        | 19 lat            | Wielka Brytania – King’s Lynn / finał IMEJ                                                                                            | 13. bieg. | m.in.: TŻ nr 30/97 |
| sierpień 1984                                 | Josef Zoller                             | Niemcy Zachodnie                                                                                               |                   | Niemcy Zach. – Ruhpolding (tor trawiasty)                                                                                             | | www.speedwayresearcher.org.uk |
| 27 sierpnia 1984                              | Ołeksandr Korszakow                      | ZSRR / Równe                                                                                                   | 24 lata           | Ukraina – Równe / mecz: Sygnał Równe – Baszkiria Ufa                                                                                  | W 5. biegu uderzył w bandę. Zmarł po kilku minutach na skutek ciężkich obrażeń. | https://web.archive.org/web/20100526031231/http://forum.speedway.ru/ |
| 25 stycznia 1985                              | Kevin O’Connell                          | Australia / Speedway Park                                                                                      | 25 lat            | Australia – Speedway Park (26 km od Adelaide)                                                                                         | Zginął na miejscu, uderzając w betonową część ogrodzenia. | TŻ nr 4/94; |
| 18 maja 1985                                  | Josef Betzl                              | Niemcy Zachodnie                                                                                               |                   | Niemcy Zach. – Mühldorf (długi tor)                                                                                                   | | |
| 5 maja 1986                                   | Meelis Helm                              | ZSRR / Estonia                                                                                                 | 19 lat            | ZSRR – Dyneburg / mecz: Celinieks Ryga - Szachtar Czerwonogród                                                                        | 13. bieg. Zaraz po starcie, z pełną prędkością uderzył w bandę, wyłamując ją i miażdżąc kask. Zmarł w drodze do szpitala z powodu ciężkich obrażeń twarzoczaszki. | https://web.archive.org/web/20100526031231/http://forum.speedway.ru/ |
| 26 lipca 1986                                 | Agne Andersson                           | Szwecja / Piraterna Motala                                                                                     | 23 lata           | Szwecja – Hagfors / II liga | | m.in.: www.speedwayresearcher.org.uk |
| 17 sierpnia 1986                              | Walter Diener                            | Niemcy Zachodnie                                                                                               | 22 lata lub mniej | Niemcy Zach. – Schwarme (długi tor)                                                                                                   | | www.speedway-forum.de |
| 1987                                          | Eugen Botezatu                           | Rumunia | 30 lat            | Rumunia – stadion IPA w Sybin (Sibiu)                                                                                                 | Zmarł wskutek powikłań po wypadku na torze. | m.in.: |
| 14 kwietnia 1987 / 12 kwietnia                | Ian Hunter                               | Wielka Brytania / Wimbledon Dons                                                                               | 21 lat            | Wielka Brytania – Iwade | | www.speedwayresearcher.org.uk |
| 22 kwietnia 1987 / 12 kwietnia                | Grzegorz Smoliński                       | Polska / Start Gniezno                                                                                         | 20 lat            | Polska – Poznań (tor Olimpii) / test mecz juniorów: PL – DK – S – D                                                                   | 5. bieg. Startował jako rezerwa toru, po starcie nie opanował motocykla i wpadł na bandę. | m.in.: TŻ nr 15/93; |
| sierpień 1987                                 | Richard Wiegert                          | Niemcy Zachodnie / Malching k. Fürstenfeldbruck                                                                | 21 lat            | Niemcy Zach. – Pfarrkirchen (długi tor)                                                                                               | Uderzył w bandę. Urazy głowy. Zmarł w szpitalu po 8 dniach. | m.in.: www.rsc-pfarrkirchen.de |
| 13 sierpnia 1987 / 4 sierpnia                 | Wiesław Pawlak                           | Polska / Falubaz Zielona Góra                                                                                  | 28 lat            | Polska – Zielona Góra / liga: Falubaz Zielona Góra – Apator Toruń                                                                     | 12. bieg. Upadł. Nie zdołał go ominąć S. Miedziński (Apator). | TŻ nr 15/93 |
| 1988                                          | Wasilij Koptaszkin                       | ZSRR / Widnoje                                                                                                 | 28 lat            | ZSRR – stadion Medeo w Ałma-Acie (tor lodowy) / trening                                                                               | Uderzył w upadającego przed nim Aleksieja Głuchowa. „Wymieszani” z motocyklami uderzyli w otwartą kratkę studzienki, w której był umieszczony słup z sygnalizacją świetlną. Zmarł w szpitalu, do którego został przewieziony na podłodze klubowego autokaru, gdyż na treningu nie było karetki. | http://metanol.lv; http://ct.kz; http://reviews.drom.ru |
| 7 kwietnia 1988                               | Oleg Zubienko                            | ZSRR / Elista                                                                                                  | 18 lat            | ZSRR – Elista / mecz: Tajfun Elista – Cementnik Czerkiesk                                                                             | | www.sokolracing.lv; https://web.archive.org/web/20100526031231/http://forum.speedway.ru/ |
| 7 czerwca 1988                                | Konstantin Swinkin                       | ZSRR / Cementnik Czerkiesk                                                                                     | 20 lat            | ZSRR – Pińsk / turniej indywidualny z udziałem zawodników pierwszoligowych zespołów: Kolos Pińsk i SKA Lwów                           | 3. bieg. Kierownicą motocykla zaczepił o plastron jadącego tuż obok Olega Drogobieckiego i wbił się w ogrodzenie toru. Zginął na miejscu, łamiąc kręgosłup szyjny. | ; |
| 19 lipca 1988                                 | Ken Berry                                | Stany Zjednoczone                                                                                              |                   | USA – San Bernadino | | |
| 31 października 1988                          | Gary MacDonald                           | Australia | 21 lat            | Australia – Rockhampton | Zderzył się z innym zawodnikiem. | m.in.: TŻ nr 48/91 |
| 4 lipca 1989 / 30 czerwca                     | Paul Muchene                             | Wielka Brytania / Oksford                                                                                      | 23 lata           | Wielka Brytania – Wick Stadium w Hackney / mecz: Hackney Hawks - Hammers                                                              | 2. bieg. Uderzony cudzym motocyklem. | m.in.: www.speedwayresearcher.org.uk |
| 1 maja 1990                                   | Jiří Marx                                | Czechosłowacja                                                                                                 | 16 lat            | Czechosłowacja – Březolupy / liga | Jego 2. zawody ligowe w Březolupach. Na wirażu stracił panowanie nad motocyklem, wjechał na trawę, wrócił na tor i na początku prostej uderzył w bandę. Zginął na miejscu. | www.speedwaypelmel.webovka.eu |
| 24 maja 1990                                  | Thomas Sailer                            | Niemcy Zachodnie                                                                                               |                   | Niemcy Zach. – Herxheim bei Landau/Pfalz (długi tor – 1000 m) / zawody: Sandbahnrennen Herxheim                                       | Przecierając okulary uderzył w bandę, łamiąc kręgosłup szyjny. Zginął na miejscu. | |
| 12 sierpnia 1990 / 5 sierpnia                 | Aleksandr Baskakow                       | ZSRR /Saławat                                                                                                  | 26 lat            | ZSRR – Saławat / mecz: Saławat - Kuzbas Kemerowo                                                                                      | 13. bieg. Upadł z Jewgienijem Rodinem (Kuzbas), doznając otwartego złamania kości piszczelowej. 3 dni po operacji zapadł w śpiączkę i zmarł po następnych 4 dniach na skutek zatoru mózgowego. | https://web.archive.org/web/20100526031231/http://forum.speedway.ru/ |
| 16 marca 1991                                 | Troy Mitchell                            | Australia / Arunga Park Alice Springs                                                                          | 22 lata           | Australia – Arunga Park Alice Springs                                                                                                 | | m.in.: TŻ z 1991 (?) |
| 16 czerwca 1991                               | Jiří Hurych                              | Czechosłowacja / Chabařovice                                                                                   | 20 lat            | Francja – Miramont (tor trawiasty) | Upadł i został uderzony motocyklem jadącego za nim zawodnika. | TŻ nr 1/92 (krzyżówka); TŻ nr 7/93; http://isport.blesk.cz |
| 1 listopada 1991 / 19 października            | Damien Winstanley                        | Australia / Mackay                                                                                             | 17 lat            | Australia – Mackay | | TŻ nr 48/91; www.speedwayresearcher.org.uk |
| po 6 czerwca 1992                             | Walerij Popow                            | Rosja / Turbina Bałakowo                                                                                       | 19 lat            | Rosja – Bałakowo-Mamajka (tor treningowy) / trening                                                                                   | Testując nowy motocykl GM, na wyjściu z pierwszego wirażu wypadł z toru (nie było bandy), uderzając w jedną ze składowanych obok toru betonowych płyt. Zmarł w karetce w wyniku rozległych obrażeń wewnętrznych. | https://web.archive.org/web/20100526031231/http://forum.speedway.ru/ |
| 3 września 1992                               | Grzegorz Kowszewicz                      | Polska / Apator Toruń                                                                                          | 17 lat            | Polska – Toruń / trening | Prowadząc wpadł na siatkę, uderzając w podtrzymujący ją słupek. Zmarł w drodze do szpitala. 34. śmierć w Polsce (według TŻ). | TŻ nr 37/92; TŻ nr 15/93 |
| 28 września 1992 / 13 września                | Wayne Garratt                            | Wielka Brytania / Newcastle Diamonds                                                                           | 23 lata           | Wielka Brytania – Brough Park Stadium w Newcastle / półfinał pucharu KO: Newcastle – Peterborough                                     | 14. bieg. Zahaczył o tył rywala i uderzył głową w bandę. | m.in.: TŻ nr 42/92; www.speedwayresearcher.org.uk; ; Wayne Garratt |
| 1993 (?)                                      | Troy Wyten                               | Australia / South Australia                                                                                    | 16 lat            | Australia – Wingfield | | m.in.: TŻ nr 49/93 |
| 24 marca 1993 / 21 marca                      | Andrzej Zarzecki                         | Polska / Morawski Zielona Góra                                                                                 | 22 lata           | Polska – Zielona Góra / towarzysko: Morawski Zielona Góra – Unia Leszno                                                               | 5. bieg, 2. wiraż 1. okrążenia. Z Maciejem Jaworkiem prowadzili bieg. „Postawiło” Jaworka, a o jego motocykl zahaczył Paweł Jąder, którego maszyna uderzyła Zarzeckiego w głowę. Ten wpadł w bandę, dodatkowo został uderzony własnym motocyklem. | TŻ nr 13/93; |
| 21 czerwca 1993 / 6 czerwca                   | Artur Pawlak                             | Polska / Morawski Zielona Góra                                                                                 | 19 lat            | Polska – Zielona Góra / towarzysko: Morawski Zielona Góra – Polonia Piła                                                              | 4. bieg, przedostatni wiraż. Jadąc na 2. miejscu zahaczył o tylne koło prowadzącego i z dużą siłą uderzył w bandę. | TŻ nr 27/93; |
| 2 września 1993                               | Nikołaj Niszczenko                       | Rosja / Moskwa                                                                                                 | 34 lata           | Holandia – stadion Thialf w Heerenveen (tor lodowy) / pokazy z okazji wystawy                                                         | Po przejechaniu okrążenia upadł i uderzył w nieosłonięty betonowy mur. | m.in.: www.sokolracing.lv |
| 21 listopada 1993 / 20 listopada              | Danny Wark                               | Australia / Arunga Park Alice Springs                                                                          | 21 lat            | Australia – Tenant Creek / trening przed finałem Mistrzostw Północnego Terytorium                                                     | Na 1. wirażu uderzył w bandę. Zmarł wieczorem. | TŻ nr 50/93 |
| 16 stycznia 1994                              | Karl Nicholls                            | Wielka Brytania                                                                                                | 20 lat            | Wielka Brytania – Iwade (lub Australia)                                                                                               | Uderzył w bandę. | m.in.: TŻ nr 6/94 |
| 13 lutego 1994                                | Dal Remo Bosco                           | Włochy | 29 lat            | Niemcy – Berlin – Wilmersdorf (tor lodowy) / eliminacje IMŚ 1995                                                                      | 1. bieg. Wchodząc w 2. wiraż wypadł na zewnętrzną, „zabierając” ze sobą Haralda Simon (Austria). Wpadł na nich Fin Jari Moisio. Włocha wyrzuciło na betonowe schody. Zmarł w karetce na stadionie. | m.in.: TŻ nr 9/94; |
| 15 stycznia 1995                              | Sergio Rojas                             | Argentyna | 21 lat            | Argentyna – Bahía Blanca / 4. turniej Mistrzostw Argentyny                                                                            | 1. półfinał. Uderzył w tylne koło Juana Carlosa Curzio. Nie zdołał go ominąć Niemiec Uwe Gessner. Zmarł następnego dnia w szpitalu. | |
| 18 czerwca 1996 / 6 czerwca                   | Rif Saitgariejew                         | Rosja / Iskra Ostrów Wielkopolski                                                                              | 36 lat            | Polska – Ostrów Wielkopolski / II liga: Iskra Ostrów – Unia Leszno                                                                    | 5. bieg. Po starcie doszło do bezpośredniego kontaktu z Andrzejem Szymańskim (Unia), Pawłem Łęckim (Iskra) i Robertem Mikołajczakiem (Unia). Rif chcąc ich ominąć, ratując się przed wypadkiem, uderzył w słupek bramy wjazdowej do parkingu. M.in. stłuczenie pnia mózgu. | m.in.: Świat Żużla nr 7-8/98 i 3/99 |
| 5 lipca 1997                                  | Ewald Doubek                             | Austria | 20 lat            | Austria – Natschbach-Loipersbach / zawody: Memoriał Josefa Kampera                                                                    | Uderzył w ogrodzenie. | |
| 11 maja 1998 / 8 maja                         | Jacek Maraszek                           | Polska / Wybrzeże Gdańsk (adept)                                                                               | 17 lat            | Polska – Gdańsk / trening | Jego pierwszy trening na torze. Jechał sam. Upadł na 2. okrążeniu; zgubił kask, uderzając głową o tor. Obrażenia głowy. 1. wypadek śmiertelny w Gdańsku. | m.in.: Świat Żużla nr 3/99 |
| 10 października 1998                          | Paul Stewart                             | Australia | 24 lata           | Australia – Townsville | | m.in.: www.speedwayresearcher.org.uk |
| 14 listopada 1998                             | Jarrad Priest                            | Australia | 18 lat            | Australia – Murray Bridge | | www.speedwayresearcher.org.uk |
| 25 kwietnia 1999                              | Detlef Conradi                           | Niemcy |                   | Niemcy – Celle (tor trawiasty) | Na 1. okrążeniu zderzył się z Tepe. Zginął na miejscu z powodu urazu płuc i tętnicy szyjnej. | |
| 25 września 2000 / 16 września                | Maik Torlümke                            | Niemcy / MSC Cloppenburg                                                                                       | 27 lat            | Niemcy – Cloppenburg (tor trawiasty) / zawody: Flutlichtrennen                                                                        | Na ostatnim okrążeniu swego ostatniego biegu uderzył w bandę. | www.speedway.org |
| 1 maja 2001                                   | Thomas Frobel                            | Niemcy | 48 lat            | Niemcy – Ludwigslust (tor trawiasty)                                                                                                  | | |
| 12 lipca 2001 / 6 lipca                       | Wojciech Kiełbasa                        | Polska / ŻKS Judyta Krosno                                                                                     | 28 lat            | Polska – Krosno / trening | „Postawiło” go, w tylne koło jego maszyny uderzył Grzegorz Hejnar, którego motocykl został wyrzucony w górę, a następnie spadł na Kiełbasę. Jest 41. polskim żużlowcem, który poniósł śmierć w wyniku wypadku na torze (według opracowania red. Henryka Jezierskiego). | |
| 1 maja 2002                                   | David Nix                                | Wielka Brytania / King’s Lynn Stars                                                                            | 25 lat            | Wielka Brytania – stadion Norfolk Arena w King’s Lynn / Conference League: King’s Lynn – Newcastle                                    | Stracił panowanie, przeleciał przez bandę i uderzył głową w mocowanie ogrodzenia. | |
| 20 listopada 2002 / 17 listopada              | Colin „Ultee” Tantau                     | Nowa Zelandia                                                                                                  | 39 lat            | Nowa Zelandia – tor Rosebank w Auckland                                                                                               | Upadł. Nie zdołał go ominąć następny zawodnik. | |
| 5 października 2003 / 3 października          | Gunther Geisbauer                        | Niemcy / Shorttrackrace Mühldorf                                                                               | 45 lat            | Niemcy – Mühldorf (długi tor) / „mały” finał                                                                                          | Obrażenia głowy. | |
| 19 maja 2004 / 15 maja                        | Ted Taylor                               | Stany Zjednoczone                                                                                              |                   | USA – Tulare (flat track) | | |
| 13 listopada 2005 / 12 listopada              | Ashley Jones                             | Australia / Myrtleford oraz King’s Lynn Stars                                                                  | 23 lata           | Australia – Myrtleford / ind. zawody międzystanowe                                                                                    | Ostatni bieg. Wpadł na bandę i uderzył głową w słupek podtrzymujący siatkę nad bandą. | m.in.: Dobruszek W. „Żużlowe ABC”; |
| 14 maja 2006                                  | Chris Hendriksen                         | Wielka Brytania                                                                                                | 55 lat            | Niemcy – tor Wümmering w Mulmshorn (długi tor) / kwalifikacje do półfinału MŚ                                                         | 7. bieg. Upadł, nie zdołał go ominąć Holender Patrick Cazemier. Zmarł w szpitalu na skutek obrażeń wewnętrznych. | m.in.: TŻ nr 22/2006; |
| 19 listopada 2006                             | Dave Hamnett                             | Australia | 36 lat            | Australia – tor Old Bar w Taree (odmiana żużla: flat track, dirt track (Short Circuit))                                               | Zmarł w drodze do szpitala. Motocykl 250 cm³. | |
| 27 maja 2007                                  | Michal Matula                            | Czechy / Olymp Praga                                                                                           | 20 lat            | Polska – Krosno / II liga: KSM Krosno – Olymp Praga                                                                                   | 7. bieg, 4. okrążenie. Zahaczył o motocykl Pawła Fuksy (Olymp) i uderzył w bandę wyłamując kilka jej metrów. Następnie upadł w pasie bezpieczeństwa. Doznał wielonarządowych obrażeń – urazów płuc, serca i oskrzeli. Zmarł w szpitalu po kilku minutach. | m.in.: PAP / Interia.pl 2007-05-27 (19:57); PAP / Onet.pl 2007-05-27 (19:37) |
| 8 czerwca 2007 / 7 czerwca                    | Kenny Olsson                             | Szwecja / Vagarna Norrköping                                                                                   | 30 lat            | Szwecja – Norrköping / II liga: Vagarna – Valsarna                                                                                    | 8. bieg. Na pierwszej prostej został nieczysto zepchnięty na bandę przez dwóch żużlowców Valsarny Sebastiana Aldena i Robina Tornqvista. Uderzył kilkakrotnie w konstrukcję bandy, a później przekoziołkował z motocyklem. Zapadł w śpiączkę na skutek nieodwracalnych uszkodzeń mózgu. Zmarł nazajutrz, po odłączeniu od respiratora. | m.in.: Kuczyński Z. PAP / Interia.pl 2007-06-08 (21:20) |
| 21 października 2007                          | David Durham                             | Wielka Brytania                                                                                                | 28 lat            | Wielka Brytania – tor Offerton w Hindlip (tor trawiasty) / zawody: Midland Centre Championships                                       | 8. bieg. Uderzył w ogrodzenie na drugim łuku. Zmarł w szpitalu. | |
| 23 maja 2010                                  | Kinchin Vincent                          | Wielka Brytania / New Roney                                                                                    | 42 lata           | Niemcy – Teterow (tor trawiasty) / zawody: 90. edycja zawodów Bergringrennen (klasa 500 cm³)                                          | 6. bieg (kwalifikacje). Na północnym łuku uderzył w leżący motocykl innego zawodnika, a następnie wpadł na barierkę okalającą tor. Zmarł po 3 godzinach w szpitalu w Güstrow na skutek obrażeń wewnętrznych. 5. śmiertelny wypadek w historii tych zawodów (4. brak w niniejszym zestawieniu, gdyż wydarzył się w biegu sidecarów). | ; |
| 30 marca 2011                                 | Peter Koij                               | Szwecja | 48 lat            | Szwecja – Västerås (tor lodowy) / turniej indywidualny                                                                                | 2. bieg. Po przebiciu opony przedniego koła, przy wyjściu z wirażu uderzył w bandę w miejscu, gdzie skończyła się jej dmuchana część. Został odwieziony do miejscowego szpitala, gdzie zmarł po kilku godzinach. | ; |
| 17 sierpnia 2011                              | Arkadiusz Malinger                       | Polska / Start Gniezno                                                                                         | 17 lat            | Polska – Gniezno / trening szkółki | Przewrócił się po uślizgu na wyjściu z łuku i został uderzony w głowę motocyklem kolegi. Zmarł po przewiezieniu do szpitala (złamany kręgosłup szyjny i poważne obrażenia głowy). | |
| 13 maja 2012                                  | Lee Richardson                           | Wielka Brytania / PGE Marma Rzeszów                                                                            | 33 lata           | Polska – Wrocław / Ekstraliga: Betard Sparta Wrocław – PGE Marma Rzeszów                                                              | 3. bieg, 1. okrążenie. Wychodząc z pierwszego łuku zahaczył przednim kołem o tylne koło Tomasza Jędrzejaka, a potem o motocykl Fredrika Lindgrena i uderzył w bandę w miejscu, gdzie skończyła się jej dmuchana część. W drodze do wrocławskiego szpitala jego stan się pogorszył. Problemy z oddychaniem, spowodowane wewnętrznym krwotokiem w klatce piersiowej, skłoniły lekarzy do interwencji chirurgicznej, której nie przeżył. Bezpośrednie przyczyny śmierci (według komunikatu prokuratury), to: wielonarządowe obrażenia klatki piersiowej, pęknięte płuco i wykrwawienie. | m.in.: ; |
| 8 grudnia 2012                                | Darrin Winkler                           | Australia | 46 lat            | Australia – Maryborough / zawody: Bike Bonanza                                                                                        | Podniosło mu przednie koło, wpadł na ogrodzenie i został uderzony przez następnego zawodnika, który próbował go ominąć. Zmarł w szpitalu. | m.in.: ; |
| 3 lutego 2013 / 30 stycznia                   | Matija Duh                               | Słowenia / AMD Krsko                                                                                           | 23 lata           | Argentyna – Bahía Blanca / 9. finał IM Argentyny                                                                                      | 4. bieg, 1. okrążenie. Na przeciwległej prostej zahaczył o tylne koło motocykla Guglielmo Franchettiego i uderzył w bandę, wykonaną z opon. Doznał śródczaszkowego krwotoku podpajęczynówkowego, złamania czaszki i kości udowej. Zmarł w szpitalu Penna w Bahia Blanca, nie wybudziwszy się ze śpiączki. | ; |
| 22 czerwca 2014                               | Grzegorz Knapp                           | Polska / GKM Grudziądz, TŻ Lublin, Wybrzeże Gdańsk, Kolejarz Rawicz, KSM Krosno, Lelystad Windmills (Holandia) | 35 lat            | Belgia – Heusden-Zolder / czwórmecz 3. rundy ligi holenderskiej: Helzoldstars - Lelystad Windmills - Blijham Eagles - Veenoord Rams   | 5. bieg. Na wejściu w 1. łuk, walcząc o prowadzenie zderzył się z Maxem Dilgerem (Niemcy) i z dużą prędkością uderzył ciałem w bandę, doznając bardzo rozległych obrażeń. Zmarł po 20-minutowej próbie reanimacji. | ; |
| 29 maja 2015 / 23 maja                        | Enrico Sonnenberg                        | Niemcy / Teterow                                                                                               | 35 lat            | Niemcy – tor Bergring w Teterow (tor trawiasty) / trening                                                                             | Zmarł w szpitalu w Rostocku na skutek obrażeń wewnętrznych (m.in. przebicie płuc przez żebra). | |
| 28 maja 2016 / 22 maja                        | Krystian Rempała                         | Polska / Unia Tarnów                                                                                           | 18 lat            | Polska – Stadion Miejski w Rybniku / Ekstraliga: ROW Rybnik – Unia Tarnów                                                             | 2. bieg. Po starcie, na wejściu w 1. wiraż, Kacper Woryna (ROW) trafił na przyczepniejszy fragment toru, podniosło mu motocykl, który uderzył w Krystiana, kierownicą zdzierając mu z głowy kask. Krystian z dużą siłą uderzył głową o tor, a następnie wpadł na bandę. Z obrzękiem i krwiakiem mózgu trafił do szpitala w Jastrzębiu-Zdroju, gdzie natychmiast przeszedł operację. Zmarł po 6 dniach nie odzyskawszy przytomności. | |
| 14 maja 2023                                  | Wolfgang Henselak                        | Niemcy / weteran                                                                                               | 68 lat            | Niemcy – Mulmshorn (długi tor) / Towarzyski turniej weteranów w ramach "ADAC Weser-Ems Bahnsport Nachwuchs Cup"                       | Przedostatni wyścig. Na drugim wirażu stracił panowanie nad motocyklem i z dużą siłą uderzył w bandę na początku prostej startowej (brak dmuchanych band nie miał więc znaczenia). Zmarł, mimo kilkudziesięciominutowej reanimacji. | ; |
| po 1932-08-20                                 | Larry Coffey                             | Irlandia |                   | Wielka Brytania – stadion White City w Londynie                                                                                       | | |
| po 1964                                       | Wiktor Szybajew                          | ZSRR / Syrena Moskwa                                                                                           |                   | | | |
| po 1994                                       | Albert Simkin                            | Rosja / Bałtika Leningrad                                                                                      |                   | (Tor lodowy). Relacja naocznego świadka: „Był to drugi dzień zawodów drużynowych, czyli turniej indywidualny."                        | Obróciło go w połowie prostej i upadł. Jadący za nim zaczepił podnóżkiem o jego kask. | |
| ?                                             | Lee Jacobs                               | Stany Zjednoczone                                                                                              |                   | USA – tor Ascot Park w Gardena | | |

## Osoby niebędące czynnymi zawodnikami, zmarłe na skutek kontaktu z motocyklem żużlowym (7 osób)
| Data śmierci / wypadku | Imiona, pseudonim, nazwisko | Kraj pochodzenia / klub                  | Wiek     | Miejsce / rodzaj zawodów                                                              | Okoliczności wypadku | Źródło informacji    |
| ---------------------- | --------------------------- | ---------------------------------------- | -------- | ------------------------------------------------------------------------------------- | --- | -------------------- |
| 18 lipca 1937          | J. Varmuza                  | Czechosłowacja                           | 14 lat   | Czechosłowacja – Ołomuniec                                                            | Widz. Zmarł, gdy Palousek wpadł między widzów. |                      |
| 26 maja 1947           | František Jireček           | Czechosłowacja                           |          | Czechosłowacja – Pilzno                                                               | Mechanik. Został śmiertelnie potrącony, pomagając zawodnikowi, który upadł. | m.in.:               |
| 1956                   | Heikkuri (imię nieznane)    | Finlandia                                | chłopiec | Finlandia – Oulu (tor lodowy)                                                         | Widz. Kauko Jousaselta po upadku puścił motocykl, który uderzył w chłopca znajdującego się w miejscu nieprzeznaczonym dla widzów. |                      |
| 22 czerwca 1958        | Věra Černá                  | Czechosłowacja                           |          | Czechosłowacja – Podebrady / (tor trawiasty, długość 1 km)                            | Widzka. 7. bieg, koniec 4. okrążenia. Jechało 6 zawodników. W motocyklu Josefa Růžičkiego złamała się kierownica. Zawodnik upadł, a motocykl przejechał jeszcze 150 m, pokonał zaledwie 30-centymetrową barierkę, przeleciał jeszcze 10 m i wpadł między widzów, zabijając na miejscu 2 osoby (V. Černá i Vlastimil Málek). Zawody nie zostały przerwane. | Svět motorů;         |
| 22 czerwca 1958        | Vlastimil Málek             | Czechosłowacja                           | 14 lat   | Czechosłowacja – Podebrady / (tor trawiasty, długość 1 km)                            | Widz. 7. bieg, koniec 4. okrążenia. Jechało 6 zawodników. W motocyklu Josefa Růžičkiego złamała się kierownica. Zawodnik upadł, a motocykl przejechał jeszcze 150 m, pokonał zaledwie 30-centymetrową barierkę, przeleciał jeszcze 10 m i wpadł między widzów, zabijając na miejscu 2 osoby (V. Málek i Věra Černá). Zawody nie zostały przerwane.        | Svět motorů;         |
| 25 października 1985   | Mieczysław Połukard         | Polska / trener Polonii Bydgoszcz        | 55 lat   | Polska – Bydgoszcz / młodzieżowy turniej szkoleniowy: Polonia Bydgoszcz – Stal Gorzów | Trener. Uderzony motocyklem na płycie boiska. | Świat Żużla nr 3/99; |
| 20 maja 2003 / 18 maja | Krzysztof Sz.               | Polska / GTŻ Grudziądz (szkółka żużlowa) | 14 lat   | Polska – Grudziądz                                                                    | Pod nieobecność pracowników GTŻ, sprawdzając motocykl w parkingu uderzył w mur (bez kasku). |                      |